# 巨人の星の登場人物一覧
巨人の星の登場人物一覧（きょじんのほしのとうじょうじんぶついちらん）は、梶原一騎原作、川崎のぼる作画の漫画作品、または日本テレビ系列にて放映されていた『巨人の星』に登場する架空または実在の人物の説明の一覧である。なお『新巨人の星』の登場人物についても本項で扱う。
キャラクター名の直下（あるいは横）の“声：（名前）”は、アニメ版のキャストである。

## 星家の人々
- 家長・一徹、長男・飛雄馬、長女・明子の3人家族（妻・春江は他界）。一徹の怨念じみた野球への思いに家族全員が巻き込まれる形で、この長きに渡る家族の物語は語られていく。

### 星飛雄馬（ほし ひゅうま）
声優：古谷徹
本作の主人公。
時に挫折しつつ、努力と根性でただひたすらに“巨人の星”を目指す。

### 星一徹（ほし いってつ）
声：加藤精三
飛雄馬の父。
飛雄馬に数々の試練を与えた“野球の鬼”。最終的には自身が敵と化し、飛雄馬の前に立ちはだかる。

### 星明子（ほし あきこ）
声：白石冬美、まんがビデオ：佐久間レイ
心優しき飛雄馬の姉。
母のいない星家唯一の女性でもあり、飛雄馬にとっては母親に限りなく近い存在。

### 星春江（ほし はるえ）
声：寺島信子
一徹の妻で、明子と飛雄馬が幼い頃に亡くなった母。
最初は飛雄馬を巨人軍に入団させるのを反対していた。

## ライバル
飛雄馬と長きに渡る戦いを繰り広げた強敵たちであり、同時に最大の親友でもある男たち。
『新・〜』から登場したライバルに関しては、「『新・巨人の星』にのみ登場する人物」を参照。

### 伴宙太（ばん ちゅうた）
声：八奈見乗児、まんがビデオ：玄田哲章
飛雄馬とは青雲高校からの友人。義に篤く涙もろい。
物語後半では中日に移籍。一徹と共に星の敵となる。

### 花形満（はながた みつる）
声：井上真樹夫、まんがビデオ：池田秀一
伴自動車工業と並び称される自動車メーカー・花形モーターズほか数々の企業を統括する名門・花形財閥次期当主と目される美男子。
物語の始まりから登場し、飛雄馬を“我が生涯のライバル”とみなし、挑み続ける。幼年期の英国留学時から高校球児、更にプロ野球選手となってからも決して切らなかった超ロングな前髪がトレードマーク。阪神を退団した後は前髪を切っている。また学生のころから自動車の運転をする。

### 左門豊作（さもん ほうさく）
声：兼本新吾、まんがビデオ：桜井敏治
飛雄馬が高校時代より縁を持った、熊本出身の巨漢スラッガー。
幼い妹弟達を育てる為に野球にかけるハングリーな精神が強さの秘訣。魔球の最初の餌食になる事が多い。熊本弁が特徴的。

### アームストロング・オズマ
声：小林清志、小宮山清(少年時代)
元アメリカ大リーグ・セントルイス・カージナルス選手。
外国人選手として日本で飛雄馬と戦う。

### その他のライバルたち
- 上記4名程の強敵では無かったが、飛雄馬の人生の一時期において対峙した人々。

太刀川（たちかわ）声：矢田耕司
甲子園の初戦で青雲高校と対戦した尾張高校（アニメでは三河高校＝三河は尾張のとなり、いずれも現愛知県）のエース。
魔球に近いドロップを誇る本格派投手で、アナウンサーから「速球の星対魔球の太刀川」と呼ばれる息詰る投手戦を繰り広げるが、当の太刀川は三振を奪いすぎてペース配分をあやまりスタミナ切れ。一方、飛雄馬は一徹の「へそ打法」にしごかれていたことから「打たせて取るピッチング」でスタミナを温存。最後は投手・太刀川と打者・飛雄馬の対決になるが、飛雄馬がドラッグバントでスクイズを敢行し、疲れていた太刀川は打球をうまくさばけず、結果は内野安打。奪った三振では星に勝りながらも最後にサヨナラ負けを喫した太刀川はマウンドで泣き崩れていた。
アニメではプロ入り前の伴、花形、左門とともに高校野球日本代表のハワイ遠征チームにエースとして参加した。
速水譲次（はやみ じょうじ）声：羽佐間道夫
陸上競技のメキシコシティオリンピック（この五輪の後に放送されたアニメではミュンヘンオリンピック）候補生。
だが「金メダルでは飯は喰えない」という理由で巨人入団テストを受けた。お忍びのつもりが、面が割れていた鈴木章介コーチに見破られる。口が達者で、ピッチャーの油断や動揺を誘い100m走10秒5の俊足で内野安打を狙う。身体能力は抜群で、軽業師のような身のこなしの柔軟体操を見せたり、砲丸投げを応用した遠投でも95メートルを記録する。飛雄馬との1対1の勝負が最終テストで、この場面でも飛雄馬の動揺を誘いバントヒットを決めたかに見えたが、とっさに投げた魔送球によってアウトとなった。結局その俊足を評価されて補欠合格ながらプロ入りを果たした。背番号「100」。右投げ左打ちで、本人は入団テストの打撃テスト時に俊足を生かすため一塁に近い方として左打席を選んだ旨を述べている。打席に入った描写はこの時だけで、プロ入り後は代走専門での起用しか描かれなかった。
1967年シーズン途中からの入団だったが、飛雄馬の「ばか正直事件」のお陰で一軍に昇格し、主に代走で活躍する。合宿所で飛雄馬と同室だった大内山の退団後に飛雄馬と同室になるがことごとくうまが合わず、軽い悪意を含んだ皮肉交じりの会話を交わすことが多い。翌年春の台湾キャンプの際も移動中の車内で「風吹飛小人投手」、「快足天狗走人」などと中国語でお互いを罵り合う。台湾キャンプで行われた障害物競走では柴田、高田、星と同じ組になるが、柴田・高田に足の勝負で勝ちたいという功名心からくる焦りで大きく離されての最下位となり、川上監督からマイクを使って厳しくやりこめられるという屈辱を味わう。
1968年（2年目）の開幕戦で一軍に上った飛雄馬が速球を左門に打たれて二軍落ちすると速水は喜び、陰ながら左門に感謝している。この年の前半戦は、前年同様代走専門で活躍を見せる。しかし、飛雄馬が大リーグボールで一軍復帰した後は速水も目立った活躍はほとんど無く、花形にネズミ呼ばわりされた挙句、牽制球を返球したようにみせかけて上に放り投げるというトリックプレーでアウトになる等、散々なものだった。
その為、何とか花形と飛雄馬を陥れようと画策を試みる。前述のトリックプレーでオールスターに出られなくなった速水はオールスター観戦中、花形の異常に気づき試合後尾行する。巨大な鉄球と鉄バットの異様な特訓を見て愕然とするが、飛雄馬の失墜を願う速水は事実を隠してあくまで「自分の空想」としてこの特訓内容を川上監督に相談する。その結果、確実に大リーグボールを打てると言われた速水は、飛雄馬の二軍落ちを期待していてあえて黙秘する。対阪神戦で花形は代打で起用され飛雄馬の大リーグボールを打ち込むが、無理な姿勢でのバッティングと過酷な特訓の影響で花形はホームベース直前で倒れこむ。速水の空想話が現実に起こり、川上監督は2人を陥れる為にわざと花形の特訓を知らせなかったことについて速水を叱責し、正しい治療のために球場の医師に事実を告げに行くように命令する。苦しみながらホームベースにたどり着こうとする花形を見て、速水は事の重大さに震え上がる。
2人のすさまじいライバル対決、互いの野球に掛ける闘志、そして担架で運ばれる花形と飛雄馬が交わし合った死力を尽くした同士による友情、これらを見て速水は初めて自分の考え方の愚かさを悟り、グラウンドに泣き崩れる。花形の特訓を知りながら首脳陣に知らせなかったことが不信を買い、解雇も検討されたが川上の情により二軍落ちにとどめられ、以後物語から姿を消した。
飛雄馬だけではなく伴とも仲が悪く、アニメではテストの時から罵り合うなど特に顕著である。
大内山左右太郎（おおうちやま そうたろう）：声：桑原毅
読売巨人軍の投手。右投げ。背番号「87」。得意球は球威のある重いストレート。直接のライバルではないが、二軍仲間ということで広義ではライバルといってよい人物。合宿所入りした飛雄馬の最初のルームメイト。人の好い穏やかな性格で、最初は巨人二軍にあって浮いていた飛雄馬に初めてやさしく接してくれた、救世主のような人物。
原作ではさほど深くは描かれていない人物だが、アニメ版では恵まれた体格を活かしてデビュー3連勝を飾りスタルヒンの再来と称された時があったが、その為に同僚が解雇となり、そのショックで戦意を喪失して以降負け続けてたちまち二軍に落とされた過去が描かれた。
1967年のシーズン限りで戦力外通告を受け退団、短いルームメイト関係は終わりを迎える。その後は中尾二軍監督の伝を頼って、野球チームのある町工場に就職、工員兼エースとなる。その後、草野球で活躍する様子を見てひそかにエールを送るが、傷だらけの野球を選んだ飛雄馬は「もう二度と来る事はないでしょう」と別れを告げる。なお、大内山のあと、速水が同じ部屋に越してくる。アニメの中でも語られているが、大相撲の世界にはかつて大内山という同名の大関がいた。
梶（かじ）：声：田中信夫
アニメ版に登場。飛雄馬の青雲高校時代の甲子園遠征先で出会ったライバル。
雨天によりマネージャーが虹ヶ丘高校の体育館を借りたのだが、その学校の野球部は体育館を使わせてもらえなかった。練習できずに飛雄馬の投球を見ていた虹ヶ丘野球部キャプテン梶は、何とか勝負したいと飛雄馬を挑発。梶は自尊心が強く、自分は実力があり甲子園に行けなかったのは他の部員がダメだからとうぬぼれていた。台風も近づき、青雲高校野球部は練習を引き上げるが、飛雄馬はあえて梶からの勝負を受ける。しかし飛雄馬の投球に梶はかすりもしない。ようやく初めてヒット級の打撃を放つが、「これでは誰が俺を（次の塁に）進めてくれるんだ」と気落ちする。ホームランでなくてはダメだとうぬぼれる梶に対し、生徒会長の一喝。帰ったはずの同僚達が戻ってきていてキャプテンの活躍を見ていた。さらに飛雄馬から『ヒットを放ったキャプテンに対してみんなが喜んでいる、後は任せてくださいという声が何故聞こえないんだ』と言われ、梶は初めてチームワークの大切さを理解する。
黒松圭一（くろまつ けいいち）：声：羽佐間道夫
アニメ版に登場。伴とのトレードで、中日から来た投手。右投げ。背番号は伴のお古である「119」。
飛雄馬をライバル視し、大リーグボール二号の危機情報を新聞社に流す。カーブが十八番で紅白戦では飛雄馬と対等に投げ合う。しかし守備にエラーがあるとたちまちやる気をなくし、試合放棄をする悪い癖があった。今回のトレードもそれが原因で、中日から追い出されたようなもの（ただし星一徹が伴との交換要員として提案した候補の中から彼を選んだのは川上監督である）。その後オープン戦で先発するが、九回表二死で味方のエラーにより再び悪い癖が出始める。立て続けにフォアーボールを3つ出し、押し出しで失点・降板したところで飛雄馬がリリーフ。後方で悔しがる黒松に対して、前年度までで引退した金田正一が一喝。観客席まで連れて行かれて飛雄馬の活躍を見させられる。九回表はリリーフした飛雄馬が三振で抑え、その裏、ヒット二本が出てそのまま打席に立った飛雄馬がサヨナラヒットを飛ばし、黒松は敗戦投手にならずに済む。自分の愚かさに気づいた黒松は飛雄馬に詫びた。
田所拳次（たどころ　けんじ）：声：羽佐間道夫
アニメ版に登場。海南高校柔道部キャプテン。
一年前に全国柔道選手権の決勝で伴に敗れた田所は、山にこもって修行。青雲高校を尋ねるが、伴は柔道部をやめていた。柔道を捨ててまでして野球のどこに伴を引き付けるかを試す為、他の青雲野球部員を誘拐し岬で野球勝負を挑む。野球は素人とはいえ優れた運動神経に野球部員は歯が立たなかった。田所は、伴に柔道着を渡して岬に誘い出す。それでも勝負はしないと言い張る伴に田所は挑発。後をつけていた飛雄馬が止めるが、野球は球遊びと決め付ける態度に憤慨した飛雄馬が、伴を賭けて田所と勝負する。大胆にも飛雄馬の豪速球を正面から受け、球はバットを折って田所の腹にめり込み倒れる。野球の厳しさと神聖さ、伴をとりこにするだけの魅力を理解した田所は飛雄馬に敬服した。
増田兄弟（ますだ　きょうだい）：声：（兄・慎吾）桑原毅、（弟・次郎）矢田耕司
アニメ版に登場。兄弟で関東高校の野球部員。
東京地区予選、11対0の青雲優位でまさにコールドゲームが確定する最後の攻撃で増田兄弟の兄、慎吾が打席に立つ。内角に投げた飛雄馬の投球が、強風の影響もありバットを持った手元に当たってしまい複雑骨折させてしまう。医師から「増田さんはもう二度と野球ができない」と聞かされ、さらに増田兄弟の弟、次郎から「兄さんを返せ」と罵倒され、飛雄馬は野球をやめる決心をする。兄の敵を取ろうと弟が飛雄馬を呼び出し、崖から突き落とそうとするが兄が止める。飛雄馬は野球をやめる事を告白するが、やめるなら俺の手を元通りにしてからやめろと言われる。兄から「君の豪速球は、いろいろな人たちの苦労や協力から出来た豪速球であり、だから自分の手が駄目になっても許した」と告白され、飛雄馬はその思いと犠牲を無駄にしてはいけないと再起する。

## 『新・巨人の星』にのみ登場する人物
"ビッグ"・ビル・サンダー 声：内海賢二
元メジャーリーガーで、投手から打者に転向した経歴を持つ。1975年に伴の招きで来日する。
サンダーは、外木場義郎、松岡弘、星野仙一、江本孟紀、平松政次ら（原作で名前が挙がったのは外木場、松岡、星野、古沢憲司の4名）、セ・リーグ各球団の主力投手の変化球の球筋を忠実に再現して打撃投手を務め、飛雄馬の現役復帰を手伝った（平松については下記も参照）。飛雄馬にバットの素振りを実演して見せるときは飛雄馬と同じ左打ち。投手を務めるときはもっぱら左で投げていたが、飛雄馬に右投げの投球フォームを教えるときは右投げの真似をしており、飛雄馬にグラブを渡す場面では反対側の手にもう1つのグラブを持っていたことがある。
飛雄馬の現役復帰を阻止したい一徹、花形らの思惑で、阪神からコーチ就任を要請され、一時は左腕で返球ができない飛雄馬より阪神の田淵幸一の方を評価し（アニメ版では明子から直接に弟をプロ野球に引き戻さないで欲しいと懇願されたためもあり）、阪神入りをOKしかけた。しかし、寸前で飛雄馬の「生来の右利き」に気づいたサンダーが個人コーチを継続することを決めた。
サンダーは飛雄馬に「スクリュー・スピン・スライディング」を教え、飛雄馬が巨人に入団。
しかし、飛雄馬の打撃と走塁での活躍が予想以上に続き、伴宙太は本来の目的である「飛雄馬の右腕投手としての復帰」が遠のくことを恐れ、心を鬼にして「スクリュー・スピン・スライディング」を潰そうと決意。伴の会社が阪神の親会社と事業面で協力した時期も重なり、伴はサンダーを阪神に送り込んだ。伴は後にこの本心を銭湯で一徹に打ち明けている。
原作ではサンダーと一徹の直接的な接点はなかったが、アニメ版では花形夫妻の招きでともに歌舞伎を鑑賞している。奇しくもこの時の演目は獅子が我が子を谷に突き落とす姿を描いた「連獅子」で、この後サンダーはかつての一徹と同様に自ら育てた飛雄馬の敵にまわる道を選択することになる。
楠木（くすのき）声：神山卓三
アニメ『新巨人の星』のオリジナルキャラクター（原作では未登場）。
巨人のブルペン捕手。右投手として再起した星の面倒をみた。前作における伴宙太の様な役処。怪我により野球生命を断たれた弟がおり、一度は引退を決意したが、長嶋監督や飛雄馬の要請もあり現役を続行する事を決心した。
しかし『新巨人の星II』では、その役割を丸目太に奪われ次第に消えて行った。
マイケル・ブラウン 声：小林清志
アニメ『新巨人の星』のオリジナルキャラクター（原作では未登場）。
ギプス右投手用登場からロメオ・南条来日までの繋ぎの時期に登場した。サンダーが帰国寸前に来日させた大柄な黒人選手で、伴宙太によると通称「大リーガーの喧嘩屋マック」、別名「ジプシー・マック」。十数年間の経歴中、平均打率三割近く。気性が激しいので喧嘩が絶えず、顔に傷があり、球団を何度も移り、画面で出たユニフォームではカージナルスやNYヤンキースなどがあった。アームストロング・オズマがさらに（筋肉で）太く大柄になったような人物。声までA・オズマと同じでサンダーを「ボス」と呼んでいた。一度だけ飛雄馬と対戦。
ロメオ・南条（ロメオ なんじょう）声：堀勝之祐
サンダーが帰国と引き換えに打倒飛雄馬のため、阪神に送り込んだ南米リーグ出身の選手。背番号は42で外野手。
南米リーグでは盗塁王を獲得するほどの瞬足の持ち主であり、ビル・サンダーの指導で打撃開眼する。左投げのスイッチヒッターで4割近い打率に加え、左右でホームランを打てる強打者であり、荒々しい性格でガッツ溢れるプレーから“真の虎（リアル・タイガー）”の異名を持つ。
メキシコ系アメリカ人の父と日本人の母の間の混血児であり、母から「大リーガーが日本で好成績を残せないのは言葉の不自由のせいだ。」という理由で日本語を教わっており、オズマと違って「日本語の台詞」を話す理由がはっきりしている。日本語に英語を混ぜるが、スペイン語を使う場面はなかった。
「オープン戦は給料（ペイ）に響かない」という理由で監督に交代を申し出たり、「こんな手品の相手にはならん」と大リーグボール右1号の打倒には興味を示さないなど、ある種ビジネスに徹したライバルだった。一方で鷹ノ羽圭子をめぐる鞘あても描かれたり、花形たちの様な「野球人・飛雄馬」のでなく、「人間・飛雄馬」のライバルと呼べた人物でもあった。
阪神が彼を獲得したことから事実上再入団が困難となった為、花形は古巣への復帰を断念しヤクルトに入団する。
右投手として復帰した飛雄馬との対戦では、ロメオ・南条の勝手な本盗が飛雄馬に見抜かれて本塁アウトになり、打つチャンスを失った掛布はロメオに対して激怒していた。
女好きで鷹ノ羽圭子に遊び半分で近づき、試合中に伴を侮辱するような発言をしたため、飛雄馬の怒りを買い、殴られてしまう（ロメオ・南条ポカリ事件）。事件後、イメージはダウンし不本意な成績に終わるが、シーズンオフに復讐のためアメリカで特訓をする。その特訓とは、強烈な百発百中のピッチャー返しであり、一度目の対戦では大外れのボールを投げられ威力は半減したが、恐怖を植えつけるほどであった。しかし、二度目の対戦では、一徹に打球は必ず投手に向かって飛ぶという弱点を見抜かれ、巨人守備陣のチームプレーでアウトになる。
アニメ版では出番は減っており、『新II』では飛雄馬との対戦後に一度は本塁打を打つが、二度目に打ち取られて以降は登場せず、原作と違って、魔球とは対戦していない。また、上記の乱闘事件もない。
丸目太（まるめ ふとし）声：田中亮一
アニメ『新巨人の星II』のオリジナルキャラクター（原作では未登場）。
元は青雲高校レスリング部のワンマン部長で、弱体化していた野球部（飛雄馬の後輩）に何かと難癖をつけていた。この経緯から、当初はOBとして学校に講演にやってきた飛雄馬に反発、挑戦的な態度を取るが、右投手として復活した飛雄馬が投げるボールを捕球するという勝負に挑むも難儀を極め、最終的に捕球を果たすも気絶に至ったこと、伴に誘われその夜の対中日戦を観戦した事から野球と飛雄馬を認めるようになり、野球部キャッチャーに転向。このようなエピソードで分かるとおり、第一作に於ける伴の役回りのリメイク的キャラクターである上、外観も伴に類似した肥満気味の巨漢、現役を引退した伴の事実上の後継である。やがて巨人に入団、飛雄馬の「蜃気楼ボール」を捕球できる唯一のキャッチャーとして、バッテリーを務めた。彼の打撃成績は、テレビでは「率.186 本5本」と出ていた。
難波爽（なんば あきら）声：安原義人
アニメ『新巨人の星II』のオリジナルキャラクター（原作では未登場）。
元々は高校球界における天才的スラッガーだった。かつて柔道をしていた丸目ともめ、「お互い自分の競技の大会で優勝しよう」と賭け、難波は優勝したが丸目は優勝できなかったことから丸目は柔道を辞め、難波をライバル視していた。不治の病に侵され（病名は不明。状況からは白血病、骨肉腫といったガン系の難病、もしくは喀血の描写もあることから、肺結核等のようにも描かれている）、余命いくばくもないことが判明。それを知り突如高校を中退、阪神タイガースに入団。2軍落ちしていた丸目との再対決を制した上で、飛雄馬の蜃気楼ボールを打ち込むことに血道を上げる。
鷹ノ羽圭子（たかのは けいこ）
アニメには登場せず 漫画版のみのキャラクター。復活後 押しも押されもせぬ大投手に成長した飛雄馬の前に突如現れた、第2の女性。
日映女優というくらいで、かつての日高美奈に 大人の風格と貫禄を付け足したような美人キャラクター。同様にタレントだった橘ルミとはタイプが異なる。美奈の死後 もう女性は愛さぬと誓った飛雄馬であったが その決心も少しずつ揺らいでいった。また鷹ノ羽圭子の出演していたTV番組のスポンサーが伴重工業でもあり、伴も鷹ノ羽に惚れていたが、一方的な片思い。牧場から伴が鷹ノ羽に惚れている事を聞かされた飛雄馬であるが、一徹からは鷹ノ羽がお前に惚れていると聞かされる。伴の事が気になり迷う飛雄馬に一徹は「わしなら友情を取る」と断言。一方、伴から惚れられていると知った鷹ノ羽は伴重工業とのスポンサー契約更新を放棄。酔っ払いながら契約上最後の番組を見た失意の伴は、放映終了後、テレビを破壊。飛雄馬は酔って荒れている伴の所に行き友情と愛情のどちらを取るかを確認。友情を取った飛雄馬は鷹ノ羽を一方的に振ってしまう。
河崎実によると、飛雄馬が鷹ノ羽圭子に惚れた展開になった当時、梶原一騎のもとに「飛雄馬は日高美奈を生涯愛すると誓ったはず」という読者からの抗議の手紙が殺到したらしい（『「巨人の星」の謎』）。
咲坂洋子（さきさか ようこ）声：池田昌子
アニメ『新巨人の星II』のオリジナルキャラクター（原作では未登場）。原作における鷹ノ羽圭子に代わるキャラクター。
ラジオの人気DJで、丸目は大ファンだったが、飛雄馬は彼女の存在を全く知らなかった。番組のリスナーからのリクエストで、彼女が飛雄馬のインタビューに来るも、彼女の野球についての勉強不足に不快感を示し飛雄馬はインタビューを拒否。その後彼女の番組のスポンサーが伴重工業であると言う縁で、再度インタビューの場が設定されるも、咲坂のもとに届いたリスナーの少年からの自殺予告でまたもキャンセル。しかしその際、飛雄馬も咲坂と少年探しに行動をともにし、見つけ出して自殺を思いとどまらせた。この時の彼女の深く人を思う態度に飛雄馬は好意を抱く。その後ヤクルト戦で花形の放った打球が飛雄馬を直撃し、飛雄馬は意識を失い病院に担ぎ込まれる。病室には咲坂が見舞いに来ていたが、飛雄馬は日高美奈への思慕と亡くした悲しさの夢にうなされ、無意識に「美奈さん」と何度も口走ってしまう。それを聞いた咲坂は「飛雄馬さんの心の中には日高美奈さんが生きている」と悟り、飛雄馬に別れの手紙と美奈の棺に添えた花（白ユリ）を渡すよう伴に託して、海外研修へと旅立つ。
死神ゴスマン 声：小林清志
アニメ『新巨人の星II』のオリジナルキャラクター（原作では未登場）。
大リーガーで野球に関しては天才的、かつ豪快なプレイを売りにしてきたが、極度に短気で暴力を振るうことから球界を追放される。その悔しさから修行し、額に第三の目を会得（いわゆる心眼であり、その象徴として額に目が描かれている）。その後大リーガーの投手をことごとく潰して来た。日本に魔球を投げる無敵のピッチャーがいるとの情報を得て来日。飛雄馬の前に突如現れ、挑戦する。魔球に対してバットを投げつける奇策で対抗するが、はじかれた球が第三の目を直撃、敗北する。左投げ時代に登場したオズマと田所を混ぜたような役回りだが、単発エピソードの登場である。
なお、アニメでは演じた小林清志は初代でオズマ、『新』でブラウン、『新II』でこのゴスマンと、レギュラーキャラの声優陣を除いて唯一全作に、それも全て外国人ライバルとして起用されている。
サチコ 声：井上瑤
アニメ『新巨人の星II』のオリジナルキャラクター（原作では未登場）。飛雄馬の行き付けの店「巨人寿司」の娘。
女の子だが少年野球チームのピッチャーを務め、背番号は「3」で自分は巨人の星だと自称している。緑色のワンピースが普段着。伴を利用して球場で飛雄馬を応援し「飛雄馬くん」と呼び、自分のボーイフレンドとか、お嫁さんになったらおいしい家庭料理を毎日作ってあげる等、完全に飛雄馬の恋人気取り。実際にも飛雄馬を元気付けたり、ロメオ・南条にホームランを打たれた後、バレーボールに連れて行って攻略のヒントを与えるなど、丸目とは別の意味で女房役。
一作目に出てきたター坊と存在感が似ているが、『新巨人の星II』の2話目から最終回まで登場し、ラストシーンの船出で見送りの際、セリフを言ったのは彼女だけである。
サチコの父 声：雨森雅司
アニメ『新巨人の星II』のオリジナルキャラクター（原作では未登場）。「巨人寿司」店主。
陰ながら飛雄馬を応援しており、寿司をご馳走する時もある。
設定上は妻（サチコの母親）はいるが、作中では特に登場しない。
ミノル 声：つかせのりこ → 北川知絵
アニメ『新巨人の星II』のオリジナルキャラクター（原作では未登場）。眼鏡を掛けた少年。
少年野球チームのセンターを守備。エラーばかりでチームの足を引っ張る。
常にサチコと行動を共にし、時々サチコに知恵を授ける。

## 青雲高校進学以前
江見（えみ）
飛雄馬の小学校時代の同級生。
裕福な家庭（造り酒屋とも言われている）の息子で、貧しさ故に修学旅行に行けない星の為に費用負担を得意げに申し出るが、これが飛雄馬の逆鱗にふれ鉄拳を食らう。
番長・赤川 声：肝付兼太
ブラックシャドウズ時代の花形の手下。飛雄馬より年上の6年生らしい（ただし、前後の設定から言えば赤川の方が花形より年上だったことになる）。
また『新約「巨人の星」花形』では花形を紅洋高校に進学して野球部に誘うよう導く。
体操やその他の授業の時、飛雄馬が普段とまったくちがうことに疑問を抱き、飛雄馬を捕まえ、馬鹿にする。これに反発した飛雄馬は父一徹から公表を禁じられている大リーグボール養成ギプスを赤川にはめさせて意気込む。
やがて このエピソードを花形が知ることとなり、彼は赤川を呼びつけ、ある作戦の指示をする。赤川はこの直後 夕食時の星家を訪れギプスのことを切り出す。飛雄馬が例のギプスを誰かに見せた、との疑惑から一徹が飛雄馬を問いただしていた矢先のことである。赤川のこの一言に激怒した一徹は、飛雄馬を激しく殴りつけ、「ちゃぶ台返し」をした。
また、高校野球で成功した花形にブラックシャドウズを蔑ろにしたと邪推し喧嘩を売るが、飛雄馬に阻まれる。その仕返しをしようと、今度は飛雄馬を待ち伏せるが、花形の殺人ノックで逆襲される。
滝洋一（たき よういち） 声：市川好朗
赤川と同じくブラックシャドウズ時代の花形の手下。
一時は不良から脱しようとするが抜け出せず、花形に助けられる。ジャズ歌手になると約束し、早い時期にデビューが決まる。連絡を受けた花形は地区予選の決勝前日だったが、デビューを祝福に「ジャズ喫茶オーキー」まで出かける。しかし「聖者が町にやってくる」を熱唱する滝に対し、客は野次を飛ばす。楽屋で落ち込む滝を慰めるが、滝はやけになり道路に飛び出し、花形に捻挫をさせてしまう。翌日、足を痛めながら決勝ホームランを打ち、滝に根性を見せる。
なお滝は、32話の「一本足のホームラン」のみのキャラだが、星飛雄馬との交流や会話はない。
青島光彦（あおしま みつひこ）
「巨人の星・余話」に主役として登場。
飛雄馬の中学時代の同級生で、彼の回想形式で物語が進む。当時、クラス一の優等生だが逆に運動が苦手で、懸垂が一回も出来ず、運動や鉄棒の得意な飛雄馬にコンプレックスを抱く。英語の授業で指されて窮する飛雄馬に答えを耳打ちするが無視され、逆に自分が好意を持っていた女子生徒・橘カオルに「恩着せがましいことをするな！」と図星をつかれて語るに堕ちる。こうしたコンプレックスから、飛雄馬を貶めようと考え、体育の授業の前にこっそり鉄棒に油を塗る。例によって模範演技に指名された飛雄馬は手を滑らせ失敗するが、油のことは一切口外せず、手に砂をつけて再度美技を披露、こっそり鉄棒の油まで拭き取って、青島に完全な敗北感を与える。全てが裏目に出た青島は逆上し、思わず星の家庭のことまで持ち出して罵詈讒謗を浴びせてしまい、ひがんだ物言いを教師に叱られる。
このとき青島が言った台詞はもともと、「体力なんて日雇い人夫にしか役に立たん。ぼくは役人になって日雇い人夫を雲の上からこき使ってやる」という主旨だったが、現行の文庫版では「体力なんて日雇い労働者にしか役に立たん。ぼくは役人になるから体力なんていらない。勉強さえできればいいんだ」に変更されている。
その後、星は今日は日が悪いから鉄棒をやめて野球をやろうと教師に提案し、試合前に、最後の打者に青島が代打で立つように相手の応援団長の橘カオルに依頼、青島は憧れのカオルに「バントしてみたら当たるかも」（星に頼まれたとおりに青島に言っただけ）と促されて、完全試合の懸かった最後の打者として打席に立ち、バントの構えからバットにボールを当てて、相手の焦りを誘って完全試合を阻む内野安打を打つ。飛雄馬が青島のバットを狙ってボールを当て、彼に自信をつけさせたのであるが、このことをきっかけとして青島は後に万能スポーツマンとなり、回想の終りに星飛雄馬に感謝とエールを送る。
橘カオル（たちばな かおる）
飛雄馬の中学時代の同級生。
「青島光彦」の項目参照。野球の紅白戦では飛雄馬から最後に青島を代打に出すよう提案され、それを実行。塁に出た青島に初めてやさしい「ほめことば」をかけ、青島は落涙して喜び自分に自信を持てるようになる。

## 青雲高校関係者
- 部員以外でも何かの件で野球部に関わっている者が多い。原作では野球部が廃部になったが、アニメでは伴がハワイ遠征に行くことをきっかけに復活し、飛雄馬はその事に対して安堵していた。その後、『新巨人の星II』で飛雄馬が母校を訪ねており、甲子園出場は飛雄馬が退学後は出来ていないとのこと。

伴大造（ばん だいぞう）声：塩見竜介
宙太の父。伴自動車工業社長で青雲高校PTA会長。
青雲高校ではかなり影響力を持っており、教員ではないが面接試験でも試験官を務める。ライバル会社である花形モーターズの御曹司・花形満を打ち負かす事に闘志を燃やし、野球部に細かく口を出すが、その殆どが有難迷惑なもの。特に東京都大会準決勝後の激励会での過食により、翌日の決勝戦では、星、伴を除くほぼ全部員が下痢によるスタミナ切れに悩まされた。しかし、地区予選で第一回戦の相手が、去年の東京代表であり強豪校である帝都学院と決まって消沈する野球部一同を、一回戦で事実上の決勝戦が出来ると叱咤激励するなどポジティブな一面もある。準決勝までは星をべた褒めするが、甲子園決勝で花形の紅洋高校に青雲高校が敗れた事に怒り、野球部の解散を命じる。その夜に暴漢に襲われた。
伴宙太は当初この暴漢を飛雄馬と疑い、結果、飛雄馬は退学となる。伴は真犯人の牧場春彦から真相を聞くが、学校は牧場を処分しておらず、飛雄馬の退学も取り消していない。作中、新聞では飛雄馬の退学は記事になったが闇討ち事件までは公表されていない。
典型的なワンマン社長で十分に金持ちだが、多くのグループ企業を傘下におさめる花形財閥には財力では及ばないようだ。
当初は息子、宙太の巨人入りに反対だったが、花形モーターズが花形満の名を冠した新車を出すのを知り、対抗意識で宙太の入団を許可。「一流選手になったら宙太の名をつけたダンプカーを出す」と言い、のちに「チュータストロング119」を出している。宙太の中日移籍には喜び、中日の客を招き入れている。
『新・巨人の星』では社名も伴重工業になり、大造は会長に就任。常務に就任しながら相変わらず野球に熱を入れる宙太に激怒し、親子喧嘩は相変わらず。
牧場春彦（まきば はるひこ）声：野沢那智、仲村秀生、富山敬
常にスケッチブックを持ち歩いている漫画家志望の青雲高校生。
原作では伴たちと同じ3年生。アニメ版では初登場時に星と同級の1年生（一緒に体育の授業を受け、得意の漫画で飛雄馬のピッチングフォームのずれを指摘している）だったが、後の登場では3年生になっていた。
体が弱く運動音痴な事から、伴からは「うんち」と呼ばれていた。裕福な家庭に生まれ育ったものの、父を交通事故で亡くしてからは生活に困窮し、立ち退きを迫られている。純粋な憤りから伴大造を闇討ちする事件を起こすが、家計が苦しい中息子の高校卒業を願う母親と牧場の境遇を察した飛雄馬の「身代わり退学」によって救われた。純粋に飛雄馬を応援しているが、甲子園では左門の身の上話をして飛雄馬の心を乱したり、巨人軍キャンプ見学中に会った左門に、前年末のイースタン・リーグ東映戦のスコアを見た一徹が突然青ざめたことを口を滑らせてしまうなど、人の良さが裏目に出た軽率な言動が、知らず知らずのうちに却って飛雄馬を苦しめるケースが多い。高校卒業後も飛雄馬達と交流を続け、物語の終盤で、飛雄馬をモデルにした背番号61の投手が主人公の「球魂一路」で漫画家デビューを果たした。大リーグボール3号開発後、飛雄馬の微妙な変化が気になった牧場は、自分の担当記者に飛雄馬の尾行を依頼。担当記者は病院の診察室における医師と飛雄馬の会話を盗聴（録音）。結果として牧場は運命の中日戦の試合中に、飛雄馬が医師から投手生命の危機を宣告されたことを知る。
アニメでは花形が会社の関係者に飛雄馬を尾行させ、医師と飛雄馬の会話を盗み聞きしたに変更された。アニメの終盤近くでは花形、左門、一徹のライバル3人が飛雄馬の腕の秘密を知り、左腕投手としての飛雄馬の破滅を球場で見届けるという展開になり、牧場も球場で観戦していて完全試合を達成した時に一瞬だけ登場している。
原作の最終回で、牧場春彦は星一徹、星明子、花形満、伴宙太、そして左門の妹、弟たちと一緒に左門と京子の結婚式に参列しているが、アニメ『新・〜』での左門による回想シーンでは上記参列者から牧場は除外されて描かれていた。『新』やその続編の『新II』では、登場していない。
上記の事も含め、紅白戦の主審を務めるのは三島になっているなど、アニメでは原作にあった出番が減っている。
天野（あまの）声：明石一
めがねをかけたインテリ風の野球部長兼任監督。
伴親子に頭が上がらず、星監督就任の後は部長に専念するが、その処遇に不満を持ちことごとく対立。しかし紅白戦で実子・飛雄馬と相対する一徹の姿に自分の浅はかさを悟り、改心する。東京都大会準決勝の後に伴大造が開いた激励会では毅然とした態度を見せ、星一徹のまねをする振りをして「ばか者ども! 勝ってかぶとの緒を締めよ!」と一喝、過食でスタミナがつくわけではないと調子に乗りかけた部員達をたしなめた。甲子園決勝の敗戦の責任を取って辞表を提出する。
なお、『新巨人の星II』では青雲高校野球部の監督（先生）が違う人物に変わっている（但し、青雲高校の校長室に掲げてある甲子園準優勝の写真には、左端に天野先生らしき人物は写っている）。
小宮（こみや）声：原田一夫
飛雄馬入部前のエース。
柔道部だった伴に対して反抗的だったが、伴の優れた運動神経により投球を打たれ自信を損失。紅白戦の後、エースナンバー「1」を飛雄馬に譲る。その直後に一徹は青雲野球部の監督を辞任し飛雄馬はそれを止めようと駆け寄るが、その泥だらけのユニフォームを指差し「泥にまみれた結果、みんなの心がひとつになった。」と、実はチームワークを乱していた飛雄馬をたしなめた。甲子園では登板機会はなかったが、地区予選では飛雄馬のデッドボール後、傷心した飛雄馬に代わりリリーフした。
原作ではそのような描写はないが、アニメでは都大会以降キャプテンということにもなっている。
しかしこの小宮の存在が 甲子園での飛雄馬を窮地に追い込む。花形に「小宮など出て来てみろ。我が紅洋打線では軽く10点は取れるだろう」 と言わせたくらいで いわゆる平凡な高校球児に過ぎない。左門との対決で指に負傷した飛雄馬もこれをひたすら隠し通そうとしたが その理由は 「もし自分のケガがみんなに知れたら 代わりに小宮さんが出ることに。そうすると…小宮さんがとんでもない恥をかくことになる。」というものだった。ただし、甲子園大会前の紅洋との対抗試合で、初回に花形にスリーランを放たれているが、それ以後二度花形を敬遠しているとはいえ、七回裏までは点を許していない。
岡部（おかべ）声：仲村秀生
小宮とのバッテリーを組んでいた前正捕手。
飛雄馬と伴がグランドで初対決した際、「やはりキャッチャーは正捕手の俺でないと。とかく素人はこの構えが…」と 伴を見下しながらポジションに着く。しかし伴との真剣勝負に燃える飛雄馬は手加減などするはずもなく 飛雄馬の剛速球をたった1球も受けられず あえなくノックアウトに。しかしこのことが 飛雄馬に別の失望をもたらす。「正捕手の岡部さんも俺の球が取れない…父ちゃんはなんだって俺を青雲に入学させたんだ?」。
アニメでは、小宮が飛雄馬にエースを譲った後は代打に転向。都内予選の準決勝では頭脳プレイを見せる。それ以降は目立った活躍はない。その後は巨人入りした飛雄馬に対してライバル意識を燃やし、復活した野球部を祝福しに来た飛雄馬を敵視した。
青木（あおき）声：森直也
アニメにのみ登場する。青雲野球部にあって 唯一、飛雄馬を励まし、また励まされるというキャラクター。
人間性は良かったが野球能力はさほどでもなく チームでは目立たない存在だった。内野の控えで背番号は17。
東京都予選準決勝で17回表でエラーをし勝ち越し点を入れられてしまうが、その裏の回でエラーの名誉挽回の為、一塁に滑り込みを敢行し負傷して伴に背負われ退場（代走には小宮）。目立たないながらも根性を見せるシーンもあった。また、飛雄馬が牧場の身代わりとなって自主退学した後も、他の部員たちが巨人入りした飛雄馬に嫌悪感を示す中で、ただ一人だけ変わらない気遣いを見せた。
船場（せんば）声：井上弦太郎
アニメにのみ登場する。青雲野球部マネージャー。大阪弁を操るひょうきんキャラクター
川崎のもうひとつの代表作『いなかっぺ大将』の登場人物・西一（にしはじめ）にも通じる。船場は前の高校でエースであったが、練習のしすぎで甲子園で敗退し身体も壊してしまい野球のできない身体になってしまった。その失敗を繰り返さないようにとマネージャーに志願したのだった。最初、青雲野球部員はおせっかいだとして、船場に対して反抗的であった。だが船場の過去の経歴や経験談を聞き、初めて名コーチだと悟るのであった。「皆から信用されないマネージャーは資格がない」と出て行く振りをするが、実は練習用の硬球が足りない事を分かっていて、東京まで買出しに行ったのであった。
三島（みしま）声：西川幾雄
アニメにのみ登場する。青雲高校新聞部部員。
いつも特ダネをねらうカメラを持った正義感あふれる硬派青年として描かれている。エースを決める紅白戦で審判を任されるが、確実にアウトの走塁を飛雄馬が強引にセーフにしようとしたが、聞き入れなかった。
原作では紅白の審判は牧場だったため、飛雄馬とのやり取りがアニメとは異なる。原作での牧場春彦の野球部への関わりのエピソードの一部が、アニメではこの三島に変更されていた。

## マドンナ

### 日高美奈
（ひだか みな）声：松尾佳子
宮崎の山奥の沖診療所で働く。看護婦としての役割だが、基本的に看護婦の資格は無い。
高校2年生のときに手の爪に生じた異変を、最初とげが刺さったものと勘違いしてとげ抜きでつついたが、実はそのとげはメラノーマという悪性腫瘍であり、とげ抜きでつついたことで腫瘍細胞が全身に転移してしまった。その事実を看護婦（当時）たちの噂話で漏れ聞き、自分が余命いくばくもないことを知る。絶望感や死への恐怖にさいなまれていたときに、山村の沖診療所の沖所長と出会い、残り少ない命を恵まれない人々の為に燃やし尽くそうと決意して高校を中退する。
巨人ファンである足の不自由な少女を連れて宮崎キャンプを見学しに来たが、その際にキャッチボールを受け損なった飛雄馬のはじいたボールがその少女を直撃。常に死と直面している彼女にとって「よそに気を取られて、つい」という飛雄馬の弁解は許せず、平手打ちを見舞った。その少女を送って診療所に戻る道中、そして診療所で沖から聞いたエピソードなどから、飛雄馬は惚れてしまう。
やがて互いに惹かれあい恋人となるが、あるとき日南海岸で飛雄馬が「君はいつも二死満塁、ツースリーであるかのようだ」と何気なく発した言葉に、自らの体が癌という病に蝕まれ、残り少ない命だと告白する。飛雄馬は、「こんな素晴らしい人を愛したんだ! もう青春などいらん! 終われ!」と涙ながらに絶叫する。
星は美奈の側にいたいために故意に練習を怠けて二軍落ち。都城で二軍紅白戦に臨んだ飛雄馬は「この試合がなければ美奈さんの側にいてあげられるのに」という心境で「心ここにあらず」。最初は好投を続けた飛雄馬も観客の中に沖医師を発見すると美奈を心配して失投を重ね降板。沖医師より美奈危篤の報を告げられた飛雄馬は大勢の観客の前で「どうして、もっと早く知らせてくれなかったんですか」、「たとえ巨人をクビになろうと駆けつけたのに」と絶叫。
これに対し、沖医師が言うには、美奈は沖医師に「星さんを連れてきてほしいが、もし星さんがマウンドにいたら声をかけないでほしい」、「そこは星さんにとって美奈より大事な場所」と言ったらしい。飛雄馬は衝撃を受ける。
飛雄馬は試合中に二軍監督にも無断でグランドを抜け出し、沖医師とタクシーで診療所へ駆けつけるが、既に美奈は息絶えていた。
美奈の墓は宮崎県内にあるようだが、アニメ第104話「おちゆく星」ではキリスト教らしい教会の敷地内で、『新・巨人の星』文庫5巻「不死鳥の章」では日本で普通の寺の墓地にある。

### 橘ルミ
（たちばな ルミ）声：増山江威子
女性アイドルグループ「オーロラ三人娘」のメンバー。テレビ局主催の新春ボウリング大会で、飛雄馬・花形・左門と共演しメンバーと共に積極的にアプローチをかける。他のメンバーは花形にスポーツカーで送ってもらったものの、クールな花形に軽くかわされた。もう一人のメンバーは残った左門を押し付けられたのを気に入らずひとりで帰ってしまう（アニメでは、左門に徒歩で送ってもらい焼き芋を「食わんですか?」と勧められたが断る）。結局ルミと飛雄馬だけが付き合うようになった。
美奈と出会う前に付き合っており、飛雄馬が初めて付き合った女性である。
原作では半ば強引に星と付き合い始め、練習中にも人目憚らず押し掛けたり、場の空気を読まない傲慢な言動のワガママ娘ぶりが目立ち、最後は飛雄馬の怒りを買ってケンカ別れとなるが、アニメでは「星くんの戦いの場がグラウンドなら、私の戦いの場はステージ」と、足の怪我を押してステージに立つ根性を見せて飛雄馬を感動させるなど、かなりの人徳を持っており、マスコミに交際をゴシップ記事として扱われるようになると、汚れ役としてルミの方から別れを告げた。
上記の経緯のため、アニメでは宮崎キャンプでの練習に顔を出しておらず、日高美奈と出会うきっかけになった彼女の声援は普通の観客によるものに変更されている。
劇中で歌われる楽曲の原曲は、「ザ・ゴールデン・カップス」の「クールな恋」である。

### 京子
（きょうこ）声：武藤礼子、新・新II：小山まみ（現・小山茉美）
新宿繁華街で名の知れた女愚連隊「竜巻グループ」の女番長で、金髪に長い睫毛が特徴の美人。通称「お京さん」。竜巻グループ内では原作では「あねご」、アニメでは「姉さん」と呼ばれている。
- 飛雄馬・左門との出会い
京子と竜巻グループは、花形に大リーグボール2号打倒の先を越された左門がヤケ酒代わりに成人映画を観ていたところへ誘いをかけて痴漢呼ばわりし、恐喝しようとした。（アニメ版では、繁華街を歩いていた左門のズボンのポケットから、財布を盗もうとして手を掴み、痴漢呼ばわりされてハメられる）偶然その場に居合わせた飛雄馬が左門の窮地を救ったが、その際に京子はプロ野球を八百長呼ばわりし、飛雄馬の逆鱗に触れて頬を張られた。京子はそんな飛雄馬にひとめぼれするが、同時に左門も京子にひとめぼれしてしまい、以後三角関係の様相を呈することとなった。
- 小指の負傷
大リーグボール2号を花形に攻略され自棄になっていた飛雄馬は、自身の左手にナイフを突き立てようとした。これをかばった京子は、オトシマエとしてヤクザの組長から「指を詰めろ」と迫られ、組事務所に駆けつけた飛雄馬に助けられたが、その時のイザコザで小指の神経が切れ動かなくなってしまう。アニメ版では小指が動かなくなった理由が飛雄馬の身代わりとなって怪我を負うという形に変更された。
- 入院と恐喝
飛雄馬は京子を病院へ連れていったが、京子はスキャンダルを恐れ、入り口へ置き去りにするよう求めた。その意を汲んで一旦は逃げるように去った飛雄馬であったが、後日、拭いがたい責任感から病院を再訪、院長から京子の小指が動かなくなったと説明されショックを受ける。さらに京子たちが病室で乱痴気騒ぎをし、病院にゆすりをかけている状況を目の当たりにしてしまう。お互いに住む世界が違う、と思い知らされた飛雄馬は、治療費を全額補償するとともに、慰謝料としてマンションや預金その他全財産を自由に処分するように申し出、マンションの鍵を京子に渡して立ち去った。
- 置き手紙
オールスターに出場した飛雄馬は、同じく出場していた左門が京子への恋慕に悶々とする様子を見るに忍びず、全て持ち去られ荒らされているであろう自室の惨状を左門に見せることで、京子に対する気持ちを晴らさせようと考えた。左門も、この苦しみから逃れられるのならばと、試合後飛雄馬に同道した。しかし、覚悟を決めて飛雄馬はドアを開いたが、自室から持ち去られた物は何ひとつなかった。ドアには京子の真情が綴られた置き手紙が鍵とともに挟まれており、手紙の最後は野球人としての再起を促す「オネガイ」の言葉で結ばれていた。この手紙に電撃的な衝撃を受けた飛雄馬は、再起への闘志を燃やすとともに、想いを諦めさせようとした左門には「女性に対する選球眼も確かなものだった」と、逆に背中を押すような言葉をかけた。
- リンゴ事件と大リーグボール3号
京子ら竜巻グループ一行はヤクザ組織の追及から逃れるため新幹線で大阪へ向かい、オールスター出場のため偶然乗り合わせていた左門達に出会った。京子は「陣中見舞いに」と、不自由な小指のほうの手でリンゴを下手投げで左門に投げ渡そうとしたが、左門は取りそこなってしまう。その様子を見ていた飛雄馬は、大リーグボール3号開発の大きなヒントをつかむこととなった。
- 左門との結婚
小指の件を経て京子の持つ内面の美点を知った飛雄馬は、京子を熱愛する左門に「相手として相応しい」、「男の愛を告白するよう」と、武士の諫死になぞらえ忠告した。原作中では直接描かれないが左門はこれを受け京子にプロポーズ、受け入れた京子は左門と結婚することとなった。教会での結婚式には、左門の弟・妹たちとともに一徹・明子・伴・花形・牧場が出席。飛雄馬は窓の外から祝福した。
左腕編のアニメ版では、飛雄馬の忠告は「伴と姉ちゃんの仲を取り持ってほしい」になっていた。しかし、アニメ版『新・〜』では「左門と京子の結婚」が大前提になるので、『新・〜』アニメ版回想シーンで原作と同じく、「京子さんに告白して結ばれてくれ」に戻っており、左門が橋の上で京子に求婚する場面も追加された。左門は星からの便箋を「星君の遺書」として渡し、京子は非常に驚いていた。
- その後
『新・巨人の星』では、左門およびその弟妹たちとの幸福な暮らしぶりが描かれている。左門に「今でも星くんが好きか」と尋ねられた際には「あなたと同じくらい」と笑顔で返答、お互いに拘りなく思っている様子であった。また、竜巻グループ時代の乱暴なスケ番口調は影を潜めてお嬢様のような言葉遣いになり、金髪に近かった髪の毛も黒くなっていた。

鷹ノ羽圭子（たかのは けいこ）
「#『新・巨人の星』にのみ登場する人物」参照。
咲坂洋子（さきさか ようこ）声：池田昌子
「#『新・巨人の星』にのみ登場する人物」参照。

## その他
ター坊 声：沢田和子
多摩川グラウンド近くに住む巨人ファンの少年。
長嶋や王を打ち取った栄光を無視された飛雄馬の下心を鋭く見抜く。また自分の姉をさりげなく立てる所はなかなかにマセている。飛雄馬、伴と交流があるが、飛雄馬と敵対関係にある速水のことは嫌っている。常にハードトレーニングの飛雄馬を見つめ応援し、単なるファンというだけではなく、「ばか正直の飛雄馬」の時も、自分のばか正直さを悔やむ飛雄馬に対し、「自分のやったことを後悔しているのかい！馬鹿だい！」と飛雄馬の頬をピシャリとするなど、幼いながらも人間的善悪には厳しい面を持っている。「星飛雄馬が一番」との誇りを持ち、少年野球で打者や投手を「長嶋、金田」に見立てる中、ター坊だけは「星飛雄馬」と主張。他のメンバーから「そんな選手知らない」「まだ二軍じゃんか」と言われ、喧嘩になっても、その信念を曲げなかった。グローブを破いてしまったター坊が、飛雄馬に代わりのグローブを借りようとして木に登り、巨人軍宿舎に侵入。当時、飛雄馬と同室だった速水の額（がく）にボールをぶつけて壊してしまう。ター坊は逃げるが、破いたグローブを宿舎に忘れ、飛雄馬に悟られる。だがター坊の行為は、自分の速水に対する妬み（ばか正直の一件で速水に一軍行きの先を越された）が伝わってしまったと自負。最終的に川上監督に「ばか正直は尊い」と励まされ、飛雄馬はコンプレックスを解消する。ター坊のおかげで飛雄馬は、一軍行きのこだわりすぎを解消させ、自分の行動に自信を持つことが出来た。
大リーグボール1号完成（旧8巻ラスト、文庫版5巻途中「なぞの特訓」）まで登場。星飛雄馬が伴を打者にした特訓で球拾いをつとめ（しかし、ほとんど打球が飛んでくることはなかった）、次に秘密を守るため、そばの道端に立ち、グラウンドの脇を通り過ぎる車に「脇見運転は事故のもと!」と絶叫し続けた。その後、物語には一切登場しない。
小谷陽子 声：増山江威子
36話「悲運の強打者」に出てくる、青雲高校が雨天練習の為に体育館を借りた、虹ヶ丘高校の生徒会長、兼、バスケット部キャプテン。
虹ヶ丘高校は女子が9割、男子が1割で、野球部はあるものの9人集めるのがやっとの弱小部。そのキャプテン梶は自惚れが強く、自分は実力があっても他の部員が駄目だから甲子園に出られないと考えていた。それを正そうと考え、小谷はバスケの練習の為の体育館を自分の学校の野球部に貸さず、青雲高校の雨天練習場として貸した。最初、梶は星に憧れて呼んだと決め付け、悔しがっていたり、青雲に差し入れしたコーラを奪ったり妨害する。小谷の考えに気づいた星は梶の挑戦を受け、チームワークの大切さを教える為に協力する。星の豪速球を見事にヒット当たりさせるが、ヒットでは塁に出た自分を誰が進めてくれるんだと、部員を蔑む梶に平手打ちを食らわす。
左門豊作の弟・妹たち
- 弟（じろう・まさひろ・さぶ） 妹（ちよ・みち）声（84話以降順次確定、124話で全員確定）
  - じろう（二郎）：白川澄子、まさひろ：北川智恵子、さぶ（三郎）：堀絢子、ちよ：増山江威子（橘ルミと2役）、みち：桂玲子

生い立ちは兄豊作のページを参照。飛雄馬との対面こそ描かれていなかったが、兄と飛雄馬との関わりに重要な役割を果たす。
- 1つめは甲子園での対決前夜。牧場晴彦から左門兄弟の生い立ちを聞かされた飛雄馬はひどく動揺し、翌日の試合でその心理的圧力に押しつぶされてしまう・・・・・
- 2つめは消える魔球誕生の時。兄豊作を助けようと兄に内緒で飛雄馬の動向をスパイし、図らずも魔球誕生の瞬間を見てしまう・・・・後でこれを知った兄豊作はそんな妹弟たちを激しく叱りつける。
- 3つめは、兄豊作が京子の事で頭が一杯になり、野球の成績が振るわず。兄弟たちは「草津の湯」（つまり恋の悩み）と疑う。ちよは洗濯物を片付けていた時にポケットからゴーゴーの店のマッチを見つける。ある夜深夜に出かける兄に対し、ちよはマッチの店に探しに行く。店から既に帰ったあとであったが、酔っ払いに絡まれ逃げ出そうとし車にはねられそうになったちよを、京子が助ける。兄豊作はこの不思議なめぐり合わせに対し運命を感じている。

皆、自分達を大切にする兄豊作を尊敬し、その球界での活躍を誇りに思っている。前述のスパイの件も、兄を慕うがゆえである。そのため、兄が飛雄馬を攻めあぐねている時や大リーグボール攻略を花形・オズマに先を越された時は、弟達やみちが悔しさを露わにする事も多かった。また、アニメ版では飛雄馬が2軍から戻り大リーグボール（1号と『新II』の右1号＝蜃気楼ボール）で兄豊作をアウトに取った時の試合に、弟・妹が揃って球場へ観戦に来ている。
預けられていた親族からは、冷遇されていた事があったが、放火事件以降は、親族とは縁を切るか切らないかで大揉めになる描写や二人の妹（ちよ、みち）が危うくヤクザに売られかける事態により、いままでの事を謝罪し、和解せざるをえなくなる描写が最終章の冒頭に描かれた。
漫画原作では長男である左門豊作以外の兄妹全員標準語で喋るが、アニメ版では豊作同様、兄妹全員熊本弁で喋る。
沖竜太郎（おき りゅうたろう）声：村瀬正彦
医師。宮崎県の山奥で診療所を営む。日高美奈の上司。
現代の赤ひげのような人物で、診療報酬は受け取らず、その代わりに患者が持参する焼酎をこよなく愛する。美奈の危篤を知らせに都城まで駆けつけ、飛雄馬を伴って診療所に戻ったが、既に遅かった。
アニメではその一年後の宮崎キャンプで飛雄馬と再会、生前美奈が作ったというペナントを渡す役目を担った。
漫画原作では痩せ型で描かれ、アニメではふっくら型の顔に描かれていた。
鬼怒川
新宿の暴力団「鬼怒川組」の組長。竜巻グループのバックボーン。一般社会よりも刑務所暮らしの方が長かった人物。
目がすうっと細まると血煙が上がり命がひとつ消えるという逸話がある。
アニメでは「鬼怒川」ではなく、別の姓に変更されていた。
実況アナウンサー 声：小林恭治、新・新II：村山明
特に初回シリーズでは「青雲vs紅洋」の地元ラジオ放送から「飛雄馬vs一徹」の最後の試合までの、飛雄馬の出場する試合を 殆ど同じアナウンサー（顔は違っても声は同じ）が実況した。あるとき「自分は東都TVの田中です」と名乗ったことがある。
花形が大リーグボール1号を予告ホームランした試合では、アナウンサーも声は同じながら途中で顔つきが一変。星と花形との激闘と友情に号泣しながら実況していた。
花形満の父 声：小林修
文字通り花形の父親で花形モータース社長。しかし作品では 一徹、伴大造（「青雲高校関係者」の欄参照）ほどにはドラマへの貢献度が多くない。名前すらもはっきりしない。息子への期待を込めて「ミツルハナガタ2000」という新車の製造・販売を画策する。
原作では、鉄球・鉄バット特訓で不振になった満に電話で注意を促した後、目立った出番がなく、「でた! 大リーグボール3号」の後半にある満と明子の会話シーンで父親の絵が出たくらいである。アニメでは、物語後半でも星飛雄馬がスランプに陥って恒例の「雲隠れ」をするたびに、花形社長が満に球界引退を勧めている。最後は「壊れたピッチングマシーン」のあたりまで父親が登場する。彼の妻（満の母）はアニメではすでに故人という設定になっている。
伴大造はこの花形モータースを最大のライバルと位置づけるが 花形社長は全く意に介していないようだ。
『新・巨人の星』ではほとんど登場せず、一徹が明子の結婚式を回想する場面でそれらしき人物が描かれた程度である。
ただ、アニメ版の『新・〜』では満が球界復帰した直後、この父親が満と明子の家を訪れ、「野球をやめないと、二度と会社に戻れないぞ」と警告していた。
よね 声：野沢雅子
長屋にすむ高齢の女性。長屋の知人から「よねさん」、予告編で「よねおばさん」と呼ばれる。
少しだけ星一家の母親代わりをしたがっていたようで、明子と飛雄馬がマンションに引っ越した後、一人で食事する一徹に甘菓子のようなもの（おはぎ）をあげようとするが、断られる。一徹が仕事に出ている間、様子見に戻ってきた明子と会ったよねおばさんは、明子に見合いの相手を紹介しようとするが、明子はあらすじの紹介のように飛雄馬の高校時代を回想しながら縁談を拒否。
ジェニー 声：山本圭子
　アニメ版第171話「かえってきたオズマ」および172話「オズマの死」に登場。
アームストロング・オズマの幼馴染でもあり、フィアンセでもある。オズマの帰国後、カージナルスの観戦チケットを送ってもらい毎回の様に遠征先まで応援に行く。オズマが三冠王を達成し、そのパーティーの時にフィアンセとして紹介しようとしたが、華やかな場所は不釣り合いと考え会場には現れなかった（なお飛雄馬には再会の時にペンダントに入れた写真を見せて紹介している）。その後オズマはベトナム戦争に従軍し、同じ戦場でジェニーの兄が戦死。オズマは帰還したので神に感謝するが、球界に復帰するものの背中に深い傷を負っており、それを治療せずに無理をした結果、再起不能となる。倒れたオズマを献身的に介護し、車椅子を押して監督に合わせ本人を納得させ、黒人街に戻った後、最期を看取った。
オズマの母 声：北浜晴子
　飲んだくれの父親が、酒代欲しさにカージナルスにオズマを売ってしまうが、その後病気で亡くなる。カージナルスの特訓中のオズマに『お父さんが死んだよ、お前だけが頼りなんだよ』と告に行く。しかしオズマがベトナム戦争から帰還後は、オズマは家での生活が営まれ、母と共に恋人ジェニーと暮らしはじめる。
ジェニーの兄が戦死した時にはジェニーを慰め、オズマが危篤状態になって黒人街に戻った後、ジェニーと共にその最期を看取り、飛雄馬に悲報とオズマが一徹から贈られた大リーグボール打倒ギプスを送付する。
伴宙太のメイドたち
伴宙太の家で働く二人のメイドで痩せている方と太っている方。宙太とその部員たちにスタミナ料理を振舞う（本人たちは悪臭避けとしてマスクを着用している）。

## 実在野球選手・球界関係者
実名で劇中に登場し作品を盛り上げる実在野球選手・球界関係者は、作品終了後も現役選手や監督として活躍を続け、その多くが野球殿堂や名球会入りを果たしている。

### 読売ジャイアンツ
川上哲治（かわかみ てつはる）声：中村正
巨人軍監督。背番号77。
現役時は16番で、これが後に飛雄馬に受け継がれる。星一徹とは戦前のチームメイトで同い年。戦地で故障した肩をカバーするため魔送球をあみだした彼に「邪道だ」と引退を勧告した。長嶋の入団会見の式場で彼に魔送球を投げつけた子供（飛雄馬）を追いかけ、一徹の現在の生活と彼が息子に野球の英才教育を施していることを知る。
「一徹に本当にこの天才児を育てる資格があるかどうか」テストするため、飛雄馬が長屋の壁の穴から投げ出してきたボールを、弾丸ライナーで部屋の中へ打ち返してみせる。そんな業のできるのは（当時）日本中に川上哲治くらいのものと一徹からも評された。彼の方でも、思いがけぬ方向へ跳ね返ったボールに即座に反応した一徹の姿に、その資格ありと認め、「幻の史上最高の三塁手が今度こそ幻でない史上最高の投手を」育ててくれることを祈りながら、星一家の前には姿を見せずに立ち去った。
後に巨人監督として飛雄馬の指揮官となり、飛雄馬とライバルたちの数々の対決に立ち会った。不本意ながらスカウトせずにテストをして飛雄馬を入団させ、二軍で英才教育を施す。その真意を「鉢の木」にたとえて一徹に土下座する。飛雄馬に自身の永久欠番「16」を譲っている。アニメ版では、飛雄馬に16を譲った理由や自身が一流になる前の若手時代が描かれた。常勝巨人の監督として公正無私、冷徹に接しつつも、ここかしこに飛雄馬への慈愛を見せる。
飛雄馬を採った入団テストでは「補欠合格」として伴宙太と速水譲次を採用したが、試合でも「補欠」で通し、攻撃力としてレギュラーで採用する方向で両者を鍛えることはなかった。速水が飛雄馬より先に一軍入りした際、川上は二軍宿舎を訪れ、速水を「ポスト柴田」にする案を考えたらしい（あくまで速水自身の談）が、川上は多摩川グラウンドで飛雄馬を激励し、年明けに飛雄馬を台湾キャンプに誘って一軍に入れた（飛雄馬は開幕初登板で監督に背いてまた二軍にもどる）。巨人は選手層が厚く、打撃は王と長嶋、快足は柴田と高田がおり、伴も速水も2年前後で退団することとなる。
飛雄馬が巨人に合格した際、川上は一徹宅を訪れ、飛雄馬をスカウトせずテストしたことについては謝罪したが、巨人から追放したことについてではなかった。
あとになって川上が一徹に二軍コーチとして古巣に戻るよう頼むが、一徹はこの調子のいい要請を拒否。巨人から追放された仕返しか、一徹は中日コーチに就任。川上もその因果関係を気にしていたようで、中日に負けたとき、負けた川上は一徹に「二十数年前、この手で巨人を追った男にやられたっ、男らしいあいさつをかえしてよこしたな！ 星君！」と心で語りかけた。
川上は星飛雄馬に「目の前の壁を突破せずして、その先は無意味」という信念を教えた（一徹も常にそのときの勝負に全力を傾ける主義）が、それが行き過ぎて飛雄馬の過度の絶望傾向、失踪癖に結びついてしまい、川上はあとになって飛雄馬に「君の戦い方、生き方はすべてかゼロかに偏っている」と忠告をする羽目となる。作中の川上は、飛雄馬の大リーグボールについては花形やオズマといった個人に打たれても使える策として期待しており、オズマに対しては打倒策を見極めるために敢て星をぶつけて、負けた星に改良策をさずけたが、監督命令より父の教えやライバルとの勝負を優先する当時の飛雄馬の性格が仇になっていた。
『新』では、原作・アニメ共に登場していない（連載・放映期間中の史実では巨人軍取締役を経てNHK野球解説者を務めていた）。
長嶋茂雄（ながしま しげお） 声：朝戸鉄也（正明）、新・新II：池水通洋
巨人軍の三塁手。背番号3。
巨人入団会見の席上、飛雄馬から魔送球を投げつけられたが、偶然にも直前に川上から「幻の名三塁手」星一徹の逸話を聞いていたため、これを見破った。なおこの長嶋入団会見の場では川上がジャイアンツ監督として振舞っているようにみえるが、実際は長嶋が入団した時のジャイアンツ監督は水原である。「巨人の星」の第1話に登場した後、飛雄馬のプロ入り後はチームメイトとしてほぼ常時登場した。1970年のシーズンイン前の時点で、既に「大リーグボール2号をルールに則って打つ方法」を3つ（伴の行った地固め、花形の三塁走者の本塁直前での前受身、ヘルメット落とし）考えついていたが、事前にナインに教えるなどして防ぐことは一切せず、最後に花形に裏をかかれてグラブを叩きつけて悔しがる。
『新・巨人の星』では監督として右腕の星を指揮する立場にもなり背番号「3」を譲った。その続編の「巨人のサムライ炎」では、飛雄馬に対してコーチ就任要請という形の戦力外通告をする役回りも務めた。
『新・巨人の星』でのウォーリー与那嶺の評によると、直感で判断するように見える長嶋茂雄も、実は緻密なデータに基づいて考えているとのことで、そこは星一徹と意見が共通している。
作中では「長嶋（茂雄）」でなく「長島（茂雄）」という表記になっている。これは1960〜1970年代当時の慣用で、1980年代後半の一般週刊誌でも多く見られた。1995年の講談社漫画文庫では、右腕編『新・巨人の星』1巻の「泥濘の章」と「鳴動の章」の間で、1975年に伴宙太が長嶋邸を訪れる場面では表札が「長島茂雄」になっている。一方、アニメでは「大どんでん返しの正体 」の最後で伴が長嶋邸についた場面では表札の字が「長島茂雄」で、その次の「背番号90との再会」冒頭では「長嶋茂雄」になっている。また、左腕編『巨人の星』8巻の「あやうし!大リーグボール」で描かれた1969年の対中日戦では、川上監督が記入するメンバー表と球場のバックスクリーンでは「長嶋」になっている。
王貞治（おう さだはる） 声：田中信夫、石森達幸、新・新II：徳丸完
巨人軍の一塁手。背番号1。
早稲田実業に在籍していた頃、少年時代の飛雄馬と草野球で対戦したが、飛雄馬の投手守備の甘さや練習経験を見抜き、グラウンドを離れたら自転車の荷台に載せて出前をしたりしているなど心温まるふれあいがあった。また飛雄馬の生涯初被弾となるホームランを放ったりもした。長嶋同様レギュラーキャラとなるのは飛雄馬の巨人入団後。左右両方の大リーグボール1号の実験台にされたこともある。大リーグボール右1号の通称「蜃気楼の魔球」は彼の命名。このような大リーグボールとの縁と関係あるかどうかわからないが、本人は『新・巨人の星』文庫版に巻末コメントで「大リーグボールは打たれるべき存在である」という文を載せており、投手と打者が勝敗を繰り返し、互いに技術を磨く重要性を主張している。
王貞治は日本生まれで、国籍は「中華民國」である。飛雄馬は「台湾が母国だけに王さんの人気は凄い」とコメントしている。
星が復帰する際、王は元投手として制球力調整用の「ノー・ワインドアップ」を教えている。また、飛雄馬が投球フォームから左門に球種を読まれて打たれ、二軍落ちした際、星に助言したのも王である。ここで王が左門や花形より前に飛雄馬と対戦した打者であることが重要な鍵となっており、左門もそのことに気づいていた。
『新』以降は引退した長嶋に代わり真の巨人の4番打者として「最強の打者」として扱われている。また本塁打の世界記録が意識されて来たのもこの時期である。
堀内恒夫（ほりうち つねお） 声：矢田耕司
飛雄馬が巨人入団テストを受けた時、打撃投手として登板させられ対戦した。背番号18。
「甲府の小天狗」と呼ばれた強気のピッチングで前年（1966年）度の新人王。打撃テストでは花形の心理の裏を突いたアシストにより飛雄馬に三塁打を打たれる。(なお、堀内が登場する寸前に描かれた遠投テストの審査員も、同じ背番号18だった。アニメでは修正されて違う番号になっている。)投球後に帽子が横向きになる豪快な投球フォームが再現されているが、原作では先発を辞退した飛雄馬に代わってマウンドに立った堀内がオズマからの挑発に乗って「むきになって」勝負した印となっている。アニメ版『新・巨人の星』の第1話では、第1期長嶋G時代で、堀内が衣笠祥雄や山本浩二を相手に苦戦する場面で始まる。アニメでは、途中から眼鏡を掛けている。
金田正一（かねだ まさいち） 声：大宮悌二
通算400勝の大投手。背番号34。
その名がはじめて作中に出たのは、少年時代の飛雄馬が拾い読みした新聞の記事の中、巨人の黄金ルーキー長嶋をそのデビュー戦で4打席連続三振にきってとった快投を報じるものだった。当人の登場は飛雄馬のプロ入り後、その時には彼も国鉄から巨人に移籍していた。台湾キャンプで飛雄馬に魔球開発を決意させるきっかけをつくった。「大リーグボール1号」の名前を最初にマスコミに発表したのは劇中の金田である。
飛雄馬は金田を深く尊敬しており、「第三部・青春群像編」の第1章「大投手金田引退」（KC4巻、文庫9巻）で描かれた1969年末の引退に関して、飛雄馬は金田の自宅に生き「金田さん、引退しないでください！」と懇願する。金田は飛雄馬に限界に達して曲げられないほどになった自分の左腕を見せ、ここにいたるまでの長年の猛練習を回想し、飛雄馬は深い感銘とともに金田の引退に納得した。作中の引退記者会見で正力オーナーは「来年（1970年）春、後楽園球場でのシーズン開幕第一戦を金田投手の引退記念試合とする」と表明した。この「引退記念試合」が金田の最後の登板を意味するのかどうか明らかにされていなかったが、作中でこれに当たる試合は伴が消える魔球を打って投飛に倒れた「運命の対決」と「慟哭のブロックサイン」の試合で、金田は解説を務めていた。
引退後は解説者として飛雄馬の投球を見守り、甘辛まじったコメントをした。完全試合達成にも解説者として立ち会った。アニメの最終回での解説者は青田昇になっているなど、原作の解説の多くの場面は違う人物に差し替えられている。
現実の金田は「あの番組を泣いてみてました」という割には金田自身が「巨人の星」でどう描かれていたかということを後年になるまで知らず、後にTBS系のバラエティ番組『テレビ探偵団』にゲスト出演した彼は 「金田さんスペシャル」ということで 『巨人の星』での自身の登場シーンをいくつか見せられ「誰や! これ考えたのは。声優はなんちゅうやっちゃー!!（何という奴だ！）呼んで来い!!」と笑いながら興奮していた。また、このシーンでの金田は相当に辛辣な言葉を飛雄馬に投げかけていたが、番組中で出演シーンを金田本人が再アフレコしたことにより、幾分穏やかなものになった。
『新』では原作では一コマだけ飛雄馬が金田から教えられたことを思い出す場面で登場するが、アニメでは出番はない。
森昌彦（もり まさひこ）現在は森祇晶（もり まさあき）声：仲村秀生
V9時代を支えた巨人の正捕手。背番号27。
一徹から「稀代の名キャッチャー」と高く評価される名捕手であり、飛雄馬も森のことを尊敬している。洞察力が鋭く、対戦打者の心理状態や敵チームのベンチの様子をマウンドに駆け寄り飛雄馬に教えることもよくある。伴をのぞけば、もっとも多く大リーグボールを受けた捕手であり、ジャイアンツ時代の伴は控え捕手なため、実戦では飛雄馬とバッテリーを組むキャッチャーはほとんどが森である（従って登場する実在の野球選手ではＯＮや金田以上に重要な存在であるといえる）史実の彼は右投げ左打ちだが、「巨人の星」の原作漫画では右打席に入る姿も描かれている（台湾キャンプ紅白戦では左打席）。
大リーグ時代のオズマとの初対戦では、飛雄馬が森のサインに逆らい、監督に捕手を伴にするよう頼んだが、森は全く怒っていなかった。しかし、大リークボール1号をオズマに打たれたときは、それをサインミスと誤解して激昂し、つかみかからんばかりの勢いで飛雄馬に詰め寄った。
原作では飛雄馬の一軍昇格当初は穏やかな人格者といった風貌だったが、第2部以降、話が進むにつれて全く別人と言ってよいほど、目つきの鋭い厳格な顔つきになっている。それに伴って、飛雄馬への接し方も、初期の諭し励ますような態度から、場合によっては鬼のような形相で怒鳴りつけるなど厳しいものになっている。
消える魔球の公式戦初使用では、初球を落球。その後、同魔球に対してオズマがストライクゾーンすべてを網羅するような「見えないスイング」で応じてきたのに対し、それを察した森はキャッチャーボックスから踏み出してボールを受けオズマのバットで自分のミットを強打されるという「打撃妨害」をあえて犯し負傷退場する。オズマからはこの行為を「消える魔球が打たれると思ってそんな妨害をしたのだろう、卑怯者！」と罵られるが、その真意は消える魔球の真相にかかわる、別なところにあった。この森の不可解な作為の意味を見抜いたただ一人の人間が中日コーチの星一徹で、「消える魔球は風に弱い可能性がある」ということで、結果的には森の打撃妨害が消える魔球解明のヒントを一徹に与えることになってしまったともいえる。なお、オズマのバットで森が手を負傷退場してしまったことが、伴の一軍公式戦初起用につながった。
『新・巨人の星』では解説者として登場。代打要員として現役復帰の飛雄馬のことを、その速球の手ごたえをよく知っているだけにやはりさびしい、と語っていた。
史実に当てはめると、花形とはヤクルトで1978年にコーチとして接していることになるが、本作では描かれていない。
飛雄馬に対してクールに接している場面が多いが、実際の森は「巨人の星」の講談社漫画文庫版のあとがきで「プロ野球選手はすべからく星飛雄馬を目標とすべし」と書いて、高く評価している。
柴田勲（しばた いさお）
巨人を代表する俊足の外野手で「赤い手袋」と呼ばれた盗塁の名手。背番号12→7。
台湾キャンプでのシートバッティング中、飛雄馬にバットにボールをぶつけられたことがあり、これがのちのち大リーグボール1号の誕生につながることにもなった。実は隠れた大リーグボールの最初の犠牲者である。かなりの女好きでうたわれ、台中までの車中に配布された現地の新聞で「未婚女子、女学生的目標」と書かれ、車内は爆笑の渦となった。作中でも快足を生かした守備を見せ、飛雄馬が宮崎キャンプの打撃練習で打った球を捕り、また、花形が田淵の協力で消える魔球を打ったときなど、守備で飛雄馬を救っている。
高田繁（たかだ しげる）
巨人の外野手。背番号8。俊足と強肩を活かした外野守備で「塀際の魔術師」と呼ばれる。
飛雄馬のテスト入団の翌1968年に明治大学卒の黄金ルーキーとして入団、俊足巧打と甘いマスクで、女性ファンを中心に柴田と共にONに次ぐ人気選手であった。多摩川での自主トレ初日に照れながら自己紹介する様子を見て、飛雄馬はその知名度と実力を評価し「こういう人には負けられん!」とライバル意識を燃やした。その後、台湾での障害物競走では、飛雄馬、柴田、速水と争い、二位に食い込んだ。
『新・巨人の星』では、外野手から三塁手にコンバートされる。キャンプ中の紅白戦で、飛雄馬よりスクリュー・スピン・スライディングを喰らうがこれを迎え撃ち、その強気の気迫を長嶋監督に賞賛される。
国松彰（くにまつ あきら） 声：新 村越伊知郎
巨人のベテラン外野手、後ヘッドコーチ。背番号36。
長嶋監督下でのヘッドコーチ時代は73。眼鏡を掛けており、飛雄馬の1軍初登板となる後楽園でのオープン戦で、花形のホームラン性の大飛球を塀にしがみついて好捕するファインプレーを見せ、飛雄馬に礼を言われる。長嶋政権下でヘッドコーチ就任後はテスト生の飛雄馬にあえて辛く当たるが、牽制死したときは「キャンプのときは監督の方針により心を鬼にして辛く当たったが今度は本気だ」という長い注釈付きで面罵するという、極めて珍しいスタイルのベースコーチを演じる。
白石勝巳（しらいし かつみ）
1968年度の巨人軍ヘッドコーチ。背番号75。
多摩川での自主トレ開始の日に星の粘りに着目し、台湾キャンプのメンバーに選抜する。台北から台中への列車の車内では退屈するナインに新聞を配った。
中尾碩志（なかお ひろし） 声：村瀬正彦
巨人2軍監督、後に投手コーチ。背番号70。2軍監督として飛雄馬を指導。
鬼コーチ的な指導者として入団当初の飛雄馬を鍛える。最初はあまり期待していなかったらしく、辛く当たっていた場面が多い一方、千本ノックなどで飛雄馬を鍛え、1967年のイースタン最終戦の対東映戦でプロ初先発に起用（結果は1安打完封勝利）、来年の1軍での活躍を期待する。しかし、1969年春、日高美奈との悲恋に絡むスランプで2軍の都城キャンプに送られ紅白戦でリリーフにたった飛雄馬が、精神的動揺から四球の直後にストレートを投げてセオリー通りに痛打されたのを見て、思わず今では差別用語とされる単語を口走った。復刻版ではその部分は修正されている。
『新』には原作・アニメともに登場していない（巨人のスカウトを務めていた連載・放映期間中に死去）。
牧野茂（まきの しげる）
巨人の名参謀。背番号72。
漫画ではサングラスをかけている。大リーグボール披露直前に1軍のシートバッティングで登板した飛雄馬を「理想的バッティング投手」と表現し、観客に紛れていた一徹を激怒・絶望させた。1968年度の日本シリーズ前は厳しい門限を敷き、朝帰りした飛雄馬と伴に謹慎を命じた。
『新』には原作・アニメともに登場していない（連載・放映期間中の史実ではTBSテレビ・TBSラジオの野球解説者を務めていた）。
吉田孝司（よしだ たかし） 声 新：たてかべ和也
巨人軍の捕手。背番号9（二軍では99番。現実では1968年まで49番→1969年より9番）。
二軍、一軍両方で飛雄馬とバッテリーを組んでおり、飛雄馬からは強肩は一軍レベルと評されている。二軍紅白戦ではサインを見落としてストライクを投げた飛雄馬を、激しく叱責した。その後に飛雄馬の投げたやはりサイン違いのボールを後逸。送球のタイミングはアウトだったが飛雄馬の落球でセーフ。1967年のイースタン・リーグ最終戦（東映戦）で、飛雄馬のプロ初先発・初勝利のときの女房役も勤め、試合後に「星、初勝利おめでとう！」と笑顔で握手を求めた。1軍では特に台詞なし。左門豊作が大リーグボール3号と対戦した試合では、捕手は吉田だったが、背番号は森の背番号だったり吉田の背番号だったりした。
星が右投手として復帰したときは、公式戦で星をバッテリーを組むことが多かった。左門が星の球種を読んで打ちまくったとき、杉下コーチから「サインを盗まれていないか」と訊かれ、吉田は「左門は一度も後ろを振り向いたりしない」と答えた。
山倉和博（やまくら かずひろ）
1977年度の巨人のドラフト1位指名捕手。強肩強打の捕手として早稲田大学から入団。背番号15。
翌年の春季キャンプで大リーグボール右1号の初披露の場にキャッチャーとして立ち合わせた。星一徹から蜃気楼の魔球を捕球する術を授かり、飛雄馬専用捕手として起用されることになる。現実の山倉は1978年開幕戦にルーキーながら先発出場、プロ初打席初本塁打を放つなど、以後十数年に渡り巨人の正捕手として活躍。しかし、1979年のアニメ版『新II』ではオリジナルキャラクターの丸目太に役目を取られ、名前だけの登場だった。
藤田元司（ふじた もとし）声：宮田光
戦後、第2期黄金時代の巨人軍のエースで、引退後は巨人軍投手コーチとしてV9時代の川上監督を支え、後に監督を2度務めた。背番号81（V9当時）。
青雲高校 対 紅洋高校の甲子園決勝戦を荒川博打撃コーチと視察した際、親指の爪を怪我していた為に不甲斐ないピッチングをした飛雄馬を観客は非難したが、藤田だけは「予想以上にすばらしかった。」と評価した。その穏やかそうな風貌から「球界の紳士」と呼ばれるが、宮崎キャンプでは寝坊をしていた星の枕を蹴飛ばすなどの荒っぽい面も見せている（実際の藤田も「瞬間湯沸かし器」の異名を持つ癇癪持ちだった）。
日高美奈の死の影響で飛雄馬の大リーグボール1号が自滅したとき、藤田コーチは大ショックを受けたと言っており、後に川上監督とともに1号の復活を見届け、非常に喜んでいた。
『新』には原作・アニメともに登場していない（連載・放映期間中の史実では大洋ホエールズの投手コーチを経てNHKの野球解説者を務めていた）。
宮田征典（みやた ゆきのり）
巨人軍の投手。背番号24。
V9時代前半に「八時半の男」と異名をとるリリーフエースとして、65年にはリリーフのみで19勝（先発を含めて20勝）を揚げるなど活躍。日高美奈に惚れた飛雄馬が臨んだ宮崎キャンプで川上監督が都城に送り二軍で調整させる選手三名が発表された際、二番目に呼ばれた選手で、衝撃を受ける様子が描かれていた（この時飛雄馬は「大投手」の金田と「八時半の男」と呼ばれたリリーフエースの宮田が二軍落ちを言い渡される巨人の厳しさに絶句するが、その直後に自分自身の名前も呼ばれ、愕然としていた）。
『新』には原作・アニメともに登場していない（連載・放映期間中の史実では巨人および日本ハムファイターズの投手コーチを務めていた）。
城之内邦雄（じょうのうち くにお）
巨人軍の投手。背番号15。
「エースのジョー」の愛称を持ち、62年の入団から5年間で101勝を挙げるなどV9前〜中期を支えたサイドスローの好投手で、シュートを得意とした。オズマの「見えないスイング」の被害者第1号。劇中でも得意のシュートがかった豪速球でいどむが打たれ、見えない打球が観客の顔面を直撃する。その後も城之内は好調で、しばらく中日打線に二塁を踏ませず、解説の青田いわく「もともと強気な男ですからなジョーは」。しかし、2度目のオズマとの対決で場外を打たれる。
『新』には原作・アニメともに登場していない（連載・放映期間中の史実ではロッテオリオンズの投手コーチとスカウトを務めていた）。
新浦壽夫（にうら ひさお）
『新』に登場する左投手。背番号28。
花形の見立てでは、素質はあるが、重圧に潰されて本来の力が出せず、引退した今の自分でも打てるとのこと。長嶋巨人の一年目と共に心中する形になり、作中序盤は打たれる場面が多かった。『新巨人の星II』では、その花形に4割以上打たれていてカモにされている。飛雄馬とは、キャンプの時の柔軟体操で組んだことがある。
史実では『巨人の星』の時点ですでに在籍していたが、一軍昇格に時間を要したため登場していない（当時の背番号は42→40）。
中畑清（なかはた きよし）
『新』に登場する選手。背番号24。
アニメ版のみに登場。76年のキャンプで飛雄馬が巨人復帰を目指す時に期待の新人選手として新入団している。飛雄馬とは練習場へのランニングで一緒に練習した。「Ⅱ」の最終回では、コーチから猛ノックを受ける場面でも登場した。
与那嶺要（よなみね かなめ） 声 新：鈴木泰明
劇中では「ウォーリー与那嶺」。
ハワイ出身日系人の巨人OBで、現役時代はアメフト仕込みの猛スライディングを得意とする俊足好打の1番打者として活躍した。1970年から水原茂監督率いる中日ドラゴンズのヘッドコーチに就任したはずだが、『巨人の星』では星一徹コーチの2年目で出番はなかった。飛雄馬が球界を離れていた時期に水原茂のあとを継いで中日ドラゴンズの監督として巨人に立ちはだかり、アニメ『新・巨人の星』では星のスライディングを破るため、中日の高木にアメリカ式ディフェンスを教えるが、それも通じなかった。1978年にヘッドコーチとして古巣・巨人に復帰。背番号76。飛雄馬、一徹、伴のハワイでの特訓を目撃して長嶋茂雄に報告し、そこで亜希子夫人に「いつもビューティフルですね」とお世辞を言っていた。
杉下茂（すぎした しげる） 声 新：青野武
長嶋ジャイアンツ時代の投手コーチ。背番号71。
中日時代に日本で初めてフォークボールを投げた投手として知られる。右腕で復帰した星のノーコンを「ケガの功名」と評価し、星の左腕時代について「球質の軽さ以前に、コントロールが良すぎて打者に与える恐怖心が欠けていた」と分析（実際は左腕時代の星も新人時代までは暴投が時々あった）。劇中で「おとうさん」とも呼ばれ、「杉下さん」の「杉下」に「おとう」という振りがながついていたりした。
馬場正平（ばば しょうへい）
「#その他・実在の人物、ジャイアント馬場」の項目参照。
青田昇（あおた のぼる） 声：矢田耕司
「#他球団など」の項目参照。
張本勲（はりもと いさお） 声：新 若本紀昭、まんがビデオ版：小形満
「他球団」の項目参照。
原辰徳（はら たつのり）
1980〜1990年代に活躍した巨人軍の内野手。背番号8。後に巨人軍の監督を務める（背番号88）。
台詞は特にないが、劇場公開用「巨人の星」のオープニングで、その生い立ちから厳しい父親の野球教育で成長し「巨人の若大将」となるまでのエピソードが描かれた。
務台さん（グランドキーパー）声：北川国彦
大リーグボール1号のころ、飛雄馬が練習中に、そばにあったトンボ（グランド整備具）を蹴飛ばした。このトンボにはある男のグランドに賭けた人生が込められていた。長年巨人軍のグランドを守り続けた務台であった・・・・彼の妹さんもまた、球場アナウンサー（いわゆるウグイス嬢）としてグランドを守り続けた裏方だったのだ。
“鬼のグランドキーパー”のタイトルで放送されたアニメだけのオリジナル作品であるが、この務台さん兄（務臺三郎）・妹（務臺鶴）は実在する人物であり（戸籍上は旧字体で務臺と表記）、叔父は巨人の親会社の読売新聞社の社長・会長・名誉会長を歴任した務臺光雄である。

#### 参考
沢村栄治（さわむら えいじ）声：村瀬正彦
東京ジャイアンツ黎明期の速球投手。背番号14。当然、飛雄馬との対面はない。
原作では幾度か名前が登場し、姿が描かれただけだったが、アニメ版のオリジナルストーリーでその生涯が描かれた。
第91話「沢村栄治物語」で、大リーグボール1号でオズマと対戦し、神経の疲れで飛雄馬が入院していた病院の院長が、たまたま生前の沢村栄治と面識があり、若くして戦火に散った悲劇の名投手と、栄光のため生き急ごうとする飛雄馬を重ね合わせていた。星一徹は彼を「巨人の星」になれなかった一人に数えている。
吉原正喜（よしはら まさよし）声：神山卓三
戦前の名捕手。アニメ版第177話「正捕手への道・吉原物語」で水原や一徹の回想という形でその生涯が描かれた。
新人時代の一徹に野球の基礎を教え込んだが、彼が公式戦出場の機会を掴むのとほぼ同時にともに招集され南方の戦線へ。インパール作戦に従軍する前夜、ずっと隠し持っていたボールで一徹をノックし、甲子園出場の時のお守りを託していく。のちに戦死者名簿の中に吉原の名前を見つけた一徹は「馬鹿な！　あの吉原さんが！」と号泣した。
江川卓（えがわ すぐる）
1980年代に活躍した巨人軍の投手。背番号30。1979年の巨人入団なので、プロ野球選手としては飛雄馬とは完全に入れ違いであり、原作での当人の登場はなかった。作中の1978年の年始オフに、大リーグボール右1号の開発のためハワイにわたった飛雄馬の投球を見て、現地の人間が球の速さ故に飛雄馬を江川卓と勘違いした。当時、江川は前年のクラウンライター・ライオンズからのドラフト指名を拒否して、渡米中であったためである。
アニメ版『新・巨人の星II』では最終回に野球留学する飛雄馬に挨拶する形で登場する。
原作の続編『巨人のサムライ炎』では、水木炎が巨人軍の練習に乱入、入団直後の江川卓の球を打ち返し、長嶋が飛雄馬と水木を勝負させる展開になっている。

### 他球団など
藤本定義（ふじもと さだよし）声：千葉耕市
阪神の監督。「伊予ダヌキ」の異名を取るが、愛媛県出身にもかかわらず関西弁を使う（これは関西出身でない田淵や掛布も同様）。ルーキーの花形に「星はお前のライバルとして力不足、器が小さい」と叱責。大リーグボール1号でスランプに陥り、ついにその特訓でずたずた状態の花形に代打を出す。代打を買って出た花形を一時は突き放すが、その両手を見て驚き、勝負どころで代打に指名。花形は見事に期待に応える。1968年限りで勇退。後藤次男ヘッドコーチに後事を託す。
アニメでは巨人監督時代も描かれ、第177話「正捕手への道〈吉原物語〉」新人だった星一徹を吉原正喜ら当時の巨人選手たちに紹介、第121話「泥まみれの背番号16」では現役時代の川上哲治を打者に転向させた。
『新』には原作・アニメともに登場していない（連載・放映期間中の史実ではサンテレビの野球解説者を務めていた）。
水原茂（みずはら しげる）声：大木民夫
中日ドラゴンズ監督として、不遇な境遇にあった星一徹を評価しコーチとしてむかえる。黎明期のジャイアンツ選手時代を経て、ジャイアンツの監督に就任、ジャイアンツの第一期黄金時代を演出する。川上の前のジャイアンツ監督であり、ONの入団も水原のジャイアンツ監督時代のことであった。その後、東映フライヤーズの監督を経て中日の監督に就任した。一徹とともにお互いの古巣ジャイアンツ打倒に立ち向かう。史実の水原は闘志を隠さない闘争型のタイプの人物であったが、本作中では非常に理知的に物事を語る紳士ふうの人物として描かれている。
一徹をコーチに迎えると全幅の信頼を置き、実質ヘッドコーチ的役割を与えていた。一徹考案の大リーグボール打倒法を早めに暴き出そうと、あえてワンサイドゲームの終盤にオズマの打席で飛雄馬を登板させてきた川上に対して、ペナントレースの全局を考えてそれを出し惜しみしようとするなど、勝負師ぶりが描かれた。結局一徹の意見を入れてオズマに大リーグボール1号を攻略させた結果、大リーグボール2号の登場を早めることにもなり、オズマが「消える魔球恐怖症」でスランプに陥ってしまったせいで監督として初めてのBクラスを経験する羽目にもなった。
アニメでは中日幹部が一徹にコーチ就任要請をした料亭での話し合いに参列。原作で言及の少なかった「一徹と巨人OB同士」という事情が一徹の声で詳しく紹介され、水原自身がシベリア抑留や球界復帰などの経歴を語った。それ以外に、一徹が戦前戦中の苦しい時代の球史を語るときの生き証人として登場することも多かった。アニメ版においては原作以上に一徹の心情を深く理解している様子が描かれ、伴へのサインミス（涙を隠そうとして帽子に手をやり「打て」のサインを出してしまう）の理由を察して、問い詰めようとする新聞記者たちを制したり、大リーグボール2号を破られたあと再起しようとしない飛雄馬に失望して辞任しようとするのを、飛雄馬の最大のライバルとなることで彼を鍛えようとする本心を言い当てた上であくまでドラゴンズに留まるよう迫るなどしている。
『新』には原作・アニメともに登場していない（連載・放映期間中の史実ではTBSテレビ・TBSラジオの野球解説者を務めていた）。
藤村富美男（ふじむら ふみお）声：内海賢二
花形以前に阪神で背番号「10」をつけていた大打者。
東映二軍監督としてルーキー時代の飛雄馬を見て、その体格が小さいゆえ豪速球を投げても「球質が軽い」という弱点を最初に見破った。飛雄馬と一徹の台詞などで紹介された経歴では、藤村はかつて「物干し竿」と呼ばれた長いバットを使い、巨人の川上哲治と強打者の地位を競い合った。また、川上が変化球打ちを得意としていたのに対し、藤村は速球打ちにかけては日本一と呼ばれ、不世出の大投手・巨人の沢村栄治を打ち込んだ男とされていた。
別当薫（べっとう かおる）声：真木恭介、新II：北村弘一
大洋ホエールズの監督。
ペナントレース開幕戦で、入団して間もない左門の「飛雄馬から必ずホームランを打つ!」という大胆な発言に対して、チャンスで左のアグリーを代打に送って飛雄馬をマウンドに引きずり出すと、すかさず左門を代打起用し、宣言通りのホームランを演出するという策士ぶりを見せつけた。左門豊作は新春ボウリング大会などでも、「別当監督さん、初めて星飛雄馬に隙ば見たとです」と、心で監督に語りかけていた。
新でも監督をしており、球団が横浜大洋になって、左門が星の蜃気楼の魔球を打った試合では、直前の列車の中で左門と対策を話していた。
西本幸雄（にしもと ゆきお）声：矢田耕司
阪急ブレーブスの監督。1968年と翌1969年、パの優勝監督として巨人と日本シリーズを戦い、大リーグボールの前に苦杯をなめた。
江夏豊（えなつ ゆたか）
阪神のエース投手。
星が大リーグボール1号で左門を打ち取り、勝利投手になった夜、広島を完封する。翌々年、大リーグボール3号を擁する星と投げ合い、自ら安打を放つも敗戦投手となる。
田淵幸一（たぶち こういち） 声：富山敬、新：野島昭生
阪神の捕手。背番号22。花形が阪神に入った直後から名前が度々登場。
花形が飛雄馬の大リーグボール1号を「擬似オズマ打法」で打ってエラー出塁した試合では、田淵の打撃シーンが比較的、大きな絵で強調されていた。
食堂で金田と相席になり、尻つぼみのシーズンだったといわれて「金田さんからは何本か打ってますけど」と応酬、逆に「（自分は引退寸前だから）自慢にならん」と一喝される。
飛雄馬と何度か対戦しているが、少なくとも2安打しており、うち1本は「俊足を飛ばした」ツーベース。魔球の合間の速球を叩くという現実的な攻撃で、その後三盗、更には本盗し、大リーグボール2号の土煙を防いだ。原作では現実と異なり関西弁を話す。
どの場面でも丸顔に書かれているが、実際は面長。『新・巨人の星』では特にアニメ版で本塁打王に成長した姿が描かれ、かつてのチームメートだった花形や彼の紹介による“ビッグ”ビル・サンダーと会う場面も描かれた。また、アニメ版では右投げの飛雄馬の球が頭に直撃した（実際の田淵も耳に死球を受けており、生死をさまよう程の危険な状態になったことがある）ことがあり、大事には至らなかったが病院送りになったことがある。
ダリル・スペンサー
阪急の外国人選手。
1968年の日本シリーズで飛雄馬と対戦。花形発案の大リーグボール1号打倒法を特訓して挑んだが、グリップヘッドにボールを命中させる「大リーグボール1号進化形」に敗れる。
長池徳二
阪急の主力打者。
日本シリーズやオールスターで飛雄馬と対戦。日本シリーズでは大リーグボール1号に打ち取られるが、2年後のオールスターでは5番打者で登場、大リーグボール1号崩れのビーンボールを2球投げられ激怒、その後の直球をライトにはじき返すが、左門に捕球される。なお、このライトフライでタッチアップした野村やアルトマンがホームをつくも、左門の好返球や花形の好判断でアウト。つまりトリプルプレーとなる。
ジョージ・アルトマン　声：細井重之
ロッテの外国人選手。
1970年のオールスターで2度対決。一度目は「暑イ暑イ」を連発しながら水をユニフォームのえりから身体にかけ、ずぶ濡れの状態で対戦。空振りしながら水を撒いて地面を濡らし、消えない魔球を2塁打。大阪での試合では野村に続いて対戦し、三振。その後の野村、張本との座談会では通訳抜きで率直な感想を語る。
漫画では丸顔でずんぐりだが、実際はスリムで面長。ニックネームは「足長おじさん」。
村山実（むらやま みのる）声：井上弦太郎、北村弘一
1970年から阪神の選手兼任監督として花形を指揮した。
花形が大リーグボール2号の原理をつきとめたのは、前年末に訪れた彼の自宅でのことだった。はからずも、彼は花形に重要なヒントを与える発言をすることになる。
作画を担当した川崎のぼるは、現実の村山が花形のキャラクターのモデルであると証言しており、結果として両者が揃って作中に登場することとなった。
野村克也（のむら かつや） 声：まんがビデオ版：平野正人
南海ホークスの4番で登場当時は選手兼任監督。
1970年の対中日のオープン戦で伴を打席に迎え、皆川に超スローボールを要求して三振に打ち取る。同年のオールスター戦で、全パのクリーンナップとして飛雄馬と対戦。第1戦では、消える魔球をヘルメット落とし打法で安打したが、続く第2戦で大リーグボール3号の実験台にされ三振した。
大リーグボール3号を三振したときは、明らかに最後まで腹を立てていたが、後の座談会では「わしも最後の一球には気を静め、これはストライクと見極めたが…」などとコメントしている。
のち、1978年のオープン戦でロッテ捕手としてヤクルトで現役復帰した花形と対戦、高名な「ささやき戦術」をしかけたが軽くいなされていた。
江藤慎一（えとう しんいち）
1960年代の中日の主砲。
大リーグボール2号のデビューの際、2塁ランナーで出塁中であり、セカンドベースからセリーグの5球団で最初にボールが消えたのを目撃することになる。その衝撃で呆然としているところを星の牽制に刺されたが、牽制でアウトになったことなど忘れたように錯乱し「ボールが消えた〜」と叫びながらダッグアウトに戻り、球場全体は江藤の言葉に騒然となってしまう。
木俣達彦（きまた たつひこ）
中日の捕手。背番号23。
伴がトレードで中日に入団した際はライバルとして意識したが、レギュラーは渡さなかった。星一徹が大リーグボール3号の打倒策として大根切り打法を考え出した際は、飛雄馬がリリーフで登板した際に代打を出されたが、解説者が「いくら進歩著しい伴とはいえ、木俣ほどの打者をなぜ代える必要があるのか」と疑問を呈するなど、強打者として評価されている。
張本勲（はりもと いさお） 声：新 若本紀昭、まんがビデオ版：小形満
パを代表する強打者であり、安打技術は王や長嶋以上と評される。1970年のオールスター戦で飛雄馬と対戦、大リーグボール3号の実験台にされ、空振りの三振を喫している。その後の1976年の自身巨人への移籍は、代打要員として現役復帰をはかる飛雄馬にとっては大きな障害ともなった。結果的には良き僚友となり、テスト生待遇でキャンプに参加している飛雄馬を気遣うなどしていた。
座談会では5年先輩の野村に床柱を勧めたが、敬語は使っていなかった。
「大根切り攻略」で一徹が謎の下手投げについて解説する場面の回想シーンでは、張本（当時、東映フライヤーズ）の帽子とユニフォームのマークが阪急のようになっていた。
太田幸司（おおた こうじ）声：富山敬
1969年の夏の甲子園準優勝投手。決勝戦で延長18回引き分け再試合の死闘を一人で投げぬき、国民的人気を博して翌年近鉄入り。オープン戦での飛雄馬との投げあいは、「甲子園の星対巨人の星」と話題をさらった。
「顔でわらって心でなけ!」で描かれた70年春のオープン戦で飛雄馬と握手した太田は、「日本シリーズで決着を」と語り、飛雄馬も口では同意したが、心中では「しかし、俺にその日はない」と悲壮な予感をしていた。
飛雄馬は太田を「花形と同じようにスターとなる星のもとに生まれた男」と評した。
後述の嶋清一を描いたアニメ版第125話は、甲子園で力投する太田の姿を飛雄馬と伴がテレビ中継で見守る場面から始まる。
平松政次（ひらまつ まさじ）
半ば開き直って大リーグボール3号を初安打した大洋のエース投手。
しかし、その後は柴田、高田に打ち込まれて敗戦投手。3号をヒットした実在選手にはほかに阪神の江夏豊らがいる。後年、代打屋として現役復帰した飛雄馬と復帰後初打席で対戦、あわやホームランという大飛球を打たれるが、左門のファインプレーに救われた。
掛布雅之（かけふ まさゆき）声 新：若本紀昭
阪神タイガースの三塁手。
1976年、左の代打専門として巨人に復帰を果たした飛雄馬は、長打力のなさを補うため、スクリュー・スピン・スライディング（塁の手前で飛び上がり、体をきりもみ状に回転させながら、カバーに入った野手をスパイクする）という殺人スライディングを開発していた。これを打倒するため、コーチであるサンダーから特訓を受ける。掛布にスライディングを破られた飛雄馬は、代打要員の座を返上し、右投手への転向を目指すことになる。その飛雄馬の右投手としての初めての対戦打者となり、飛雄馬の豪速球の前に三振に倒れる。アニメでは、右投手・飛雄馬との最初の対戦相手は、チームメイトの中村勝広に変更されている（アニメ『新・〜』第34話）。
実在の人物でありながら、作品中では花形、左門と並ぶ飛雄馬のライバルとして描かれていた。『新・〜』の中盤でロメオ・南条の出現と花形のヤクルト入団が描かれる前は、花形に代わって左門と並ぶ飛雄馬のライバルとしての役割を果たしていた。原作では田淵と同じく関東育ちにもかかわらず関西弁を喋るキャラになっている。
現実の掛布は後年『テレビ探偵団』にゲスト出演した折にアニメ版の「スライディング破り」の場面を見て、「ボクってすごいことやっていたんですね」と苦笑しながらコメントした。
上田利治（うえだ としはる）
1976年と翌1977年、巨人と日本シリーズを戦った阪急ブレーブス監督。実際の上田はその前後の年もパを制し、4年連続優勝と阪急黄金期を築いていた。
1977年のシリーズでは、エース山田をたてた第1戦をあえて捨て試合にして、打撃陣の目を飛雄馬の速球になれさせるという戦略で、彼を攻略した。この結果、左腕時代同様、速球投手としての限界を感じた飛雄馬は大リーグボール右1号の開発に乗り出すことになる。
広岡達朗（ひろおか たつろう） 声 新：筈見純、新II：篠原大作
飛雄馬を追って現役復帰をはかった花形を迎え入れた、ヤクルトスワローズ監督。
福本豊（ふくもと ゆたか）
阪急ブレーブス黄金期を支えた俊足巧打の盗塁王。
1976年のオールスター戦で、全パが1死3塁の好機を迎えたときの3塁走者だった。全セの監督古葉竹識はここで、左腕を壊してボールを投げられない飛雄馬を右翼手に入れる。打者門田博光はやすやすと右翼へフライを打ち上げ、飛雄馬が捕球するのを見た福本は、当然のようにタッチアップして本塁を狙ったが、右手にはめていたグラブをはずして右投げした飛雄馬の矢のような返球に、本塁上で刺された。不可解な飛雄馬の右翼手起用にブーイングを浴びせていた観衆は、あまりのことに黙り込んでしまった。これが飛雄馬の右投げ初披露である。それまで左の代打専門だった飛雄馬は、以後、右投手としての道を歩むことになる。76年の日本シリーズでは史実通りMVPを獲得している。
山田久志（やまだ ひさし）
福本と同様、阪急ブレーブス黄金期を支えた下手投げの名投手。1977年の日本シリーズ第1戦で飛雄馬と投げあい、飛雄馬の日本シリーズでは唯一のホームランを打たれ、敗戦投手となった。
ロベルト・マルカーノ
阪急の強打者でアニメ版の76年日本シリーズで登場。作中では調子づかせると勢いを増し、闘志をむき出しにする選手として描かれており、日本シリーズでは豪打を連発して巨人投手陣を次々と打ち、リリーフした飛雄馬と対戦することとなり、飛雄馬の右投げの死球すれすれのノーコンぶりに故意ではないかと詰め寄るが、飛雄馬の真剣なまなざしを見て引き下がり、真向勝負を挑む。なお、史実では技能賞を受賞したが、作中でも獲得している。
青田昇（あおた のぼる） 声：矢田耕司
解説者としてしばしば登場。花形が大リーグボール1号を予告ホームランした試合でも解説を務め、真剣勝負に涙した。
原作で青田が現役時代の川上の本塁打について述べているが、アニメ版で花形の打撃に関する解説はテレビで観ていた星一徹が行っており、代わりに最終回の解説は原作で金田正一であるのに対しアニメでは青田であった。
史実に当てはめると、左門とは大洋で1972年にコーチおよび監督代行、1973年に監督として接していることになるが、本作では描かれていない。
星野仙一 ・板東英二・山中巽
TVアニメに登場。
一徹の策で日本でプレーすることになった反抗的なアームストロング・オズマに対し 一徹は中日の主力3投手とまず勝負させる。結果はオズマの敗北…という一話完結のエピソード編として実在の投手を起用して放送された。
飛雄馬が「青春のぬけがら」だった時期、伴は星野仙一の代打で出場。
アニメでは左門豊作は「左門メモ」で阪神・中日戦での星野仙一について「サイン交換のときに球種の癖が出る」とメモしており、原作で"ビッグ"ビル・サンダーがメモをもとに再現した球種の中に「星野仙（一）のナックル」があった。
なおフジテレビのジャンクスポーツにて、板東英二の現役時代の映像が少なかったため、映像を使用した際に星野仙一が出ていたが、星野本人は「自分が巨人の星に出ているとは知らなかった」と話していた。
小川健太郎
オズマは大リーグでは背番号13だったが、中日に移籍して130になった理由について、記者が水原監督に「中日では小川健太郎投手が13番なので（オズマの背番号を）いっきょ十倍にしたわけですね」と述べた。
オズマ帰国後、伴が入団して星飛雄馬と初対戦した試合で小川が背面投げを使用する場面が描かれた（小川が最初に背面投げを使ったのは前年のシーズン）。
吉田義男（よしだ よしお） 声 新：島田彰
花形と同僚だった現役時代は打撃で活躍。
1968年、花形満が不調でスタメンから外れされたあとの9月18日の試合（KC10巻、文庫6巻「男の一念」〜「飛雄馬対花形の死闘」）の際、花形は試合中に藤本定義監督に代打を願い出たが、アニメ（第81話「破竹の九連勝」〜第82話「巨人・阪神の死闘」〜第83話「傷だらけのホームイン」）では吉田が打って監督の興味がグラウンドに移り、話は中断。花形の要請は有名な危険球騒動のあと、飛雄馬救援登板の直後にくりかえされる。原作では飛雄馬が吉田相手に大リーグボールを投げるが、阪神ファンからの殺気に飛雄馬は動揺し、ゲッツーくずれとなる。
1975年、吉田は監督として花形と大阪で再会。「田淵もホームラン王になったのに、花形が5年前に引退したせいで、優勝を逃した」と愚痴ともお世辞ともとれる挨拶をしていた。花形から"ビッグ"ビル・サンダーが日本にいることを聴かされ、コーチ就任を要請するが、飛雄馬の「生来の右利き」を知ったサンダーが拒否。翌1976年、伴宙太の仲介でサンダーコーチ獲得に成功。掛布、田淵、そしてサンダーの帰国と引き換えに阪神入りしたロメオ・南条を使って長嶋巨人と飛雄馬に立ち向かった。
嶋清一（しま せいいち） 声：石原良
戦前の中等学校野球の速球投手。
沢村栄治と同じくアニメ版のオリジナルストーリーでその生涯が描かれた。これまた沢村同様、終戦記念特集として放送されたもので、一徹の記憶物語として語られている。
戦地でめぐり合った一徹と嶋はお互い野球を志すものとして、急速に親しくなり、以後の行動を共にし、お互いの夢を語り合う。一徹は嶋が夏の甲子園大会で優勝した試合を直接目撃しており、2試合連続ノーヒットノーランを達成した嶋の姿を見て野球選手になる決意ができたことに感謝する言葉を話す。そんなある日、彼らの部隊は敵の攻撃に遭い、命からがら溝に隠れる。そこで両者は「いつになったら野球ができるのか」と話し合う。ある隊員がそこに偶然飛んできたチョウチョに心を奪われ、彼はチョウチョを追って洞穴の外へ飛び出してしまい、あえなく敵の銃弾に倒れる。一徹と嶋は他の隊員とともに逃げるが嶋が攻撃を受け、死の間際、一徹に自分が大切に持っていたズック製のボールを渡し、息を引き取る。
その後、このズックのボールがきっかけで一徹は魔送球を開発した。

## その他・実在の人物
大橋巨泉（おおはし きょせん）
司会者、タレント、後の参議院議員。
飛雄馬、花形、左門とオーロラ三人娘の出演するボウリング大会を司会。「ウシシシ」という特徴のある笑い声も再現されている。
石坂浩二（いしざか こうじ）
「スター千一夜」の司会者。
飛雄馬、藤圭子、沢村忠の対談を司会。飛雄馬の座を白けさせる発言に冷や汗をかく。実社会でも縁が深い大橋巨泉と石坂浩二がそろって『巨人の星』に出演したことになる。
ジャイアント馬場（ジャイアント ばば）
プロレスラー。当時の日本プロレスのエース。
先輩の大内山が飛雄馬に「体格だけでは通用しない」と説いたときの引き合いに出された。読者にわかりやすいようにリングで活躍する馬場の絵が出ただけで、キャラクターとしての登場ではなかった。馬場は梶原作品ではプロレス漫画の方で常連になっている。なお、馬場はプロレスラーになる前は本名の馬場正平として読売ジャイアンツで投手を務めていたが、プロ野球選手時代の馬場については書かれていない。
藤圭子（ふじ けいこ）
演歌歌手。1970年にブレークした。
「青春のぬけがら」の時期の飛雄馬がマンションの自室のテレビをつけ、巨×神と洋×中の野球中継を観ているうちに、つらくなってチャンネルを変えると、某局で藤圭子が「夢は夜ひらく」を歌っていた。大リーグボール3号登場後、藤圭子は『演歌の星』としてスター千一夜で飛雄馬と対談する。「××の星」という日本語の発祥はこの「巨人の星」だと言われている。『演歌の星』藤圭子、というキャッチコピーはこの象徴となった。
沢村忠（さわむら ただし）
キックボクサー。得意技は真空跳び膝蹴り。
『キックの星』としてスター千一夜で飛雄馬と対談する。歌手としても有名。
梶原作品では『キックの鬼』の主役。
なお、キックボクサーには本作品の登場人物である「花形満」の名前をリングネームとして使用した人物が実在した（本名・松尾典志。1969年 - 1974年まで活動し、日本キックボクシング協会に所属）。
また、名前だけ出た実在の有名人として、大リーグボール3号のときに『週刊芸能』が「熱烈な星ファンである吉沢京子と星飛雄馬の対談」を依頼、マスコミが「奇術師・引田天功による星投手へのインタビュー」を提案しているが、劇中では飛雄馬と吉沢京子や初代引田天功の対談は実現していない。吉沢京子は当時、同じく梶原一騎原作の『柔道一直線』に出演中だった。